# Pietre d'inciampo in Toscana

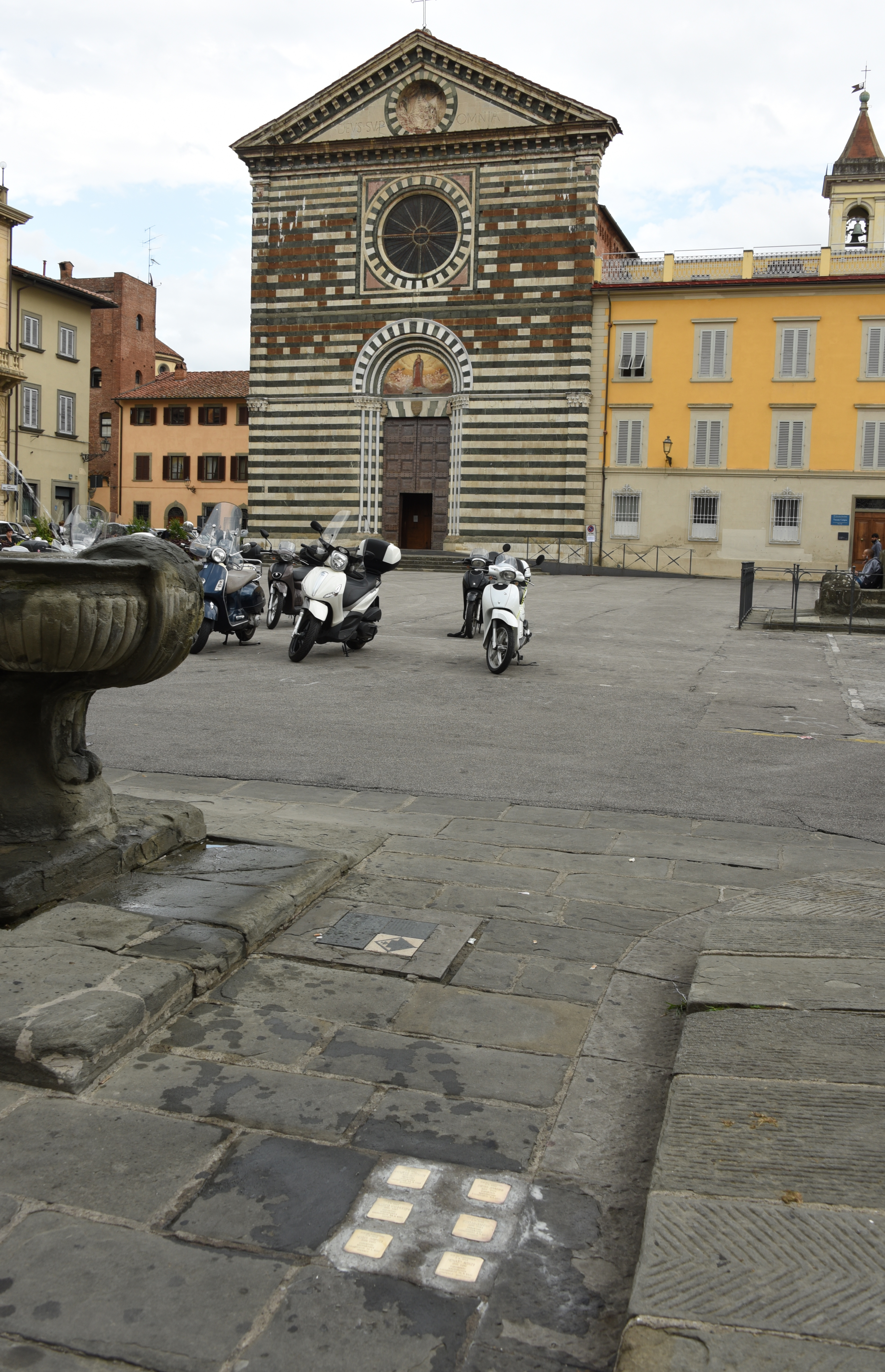
Pietre d'inciampo a Prato, 2014

La lista delle pietre d'inciampo in Toscana contiene l'elenco delle pietre d'inciampo (in tedesco Stolpersteine) poste in Toscana. Esse commemorano le vittime toscane della persecuzione del regime nazi-fascista nell'ambito di un'iniziativa dell'artista tedesco Gunter Demnig estesa a tutta l'Europa.
La prima pietra d'inciampo in Toscana è stata collocata a Prato il 16 gennaio 2013 in ricordo degli operai deportati ai primi di marzo del 1944.

## Città metropolitana di Firenze
Nella città metropolitana di Firenze sono posate 242 pietre d'inciampo.

### Bagno a Ripoli
A Bagno a Ripoli si trovano due pietre d'inciampo, poste il 23 marzo 2022.
| Pietra d'inciampo | Pietra d'inciampo                                                           | Pietra d'inciampo | Pietra d'inciampo                                                                                            | Note biografiche |
| Data di posa      | Luogo di posa                                                               | Stolpersteine     | Incisione | Note biografiche |
| ----------------- | --------------------------------------------------------------------------- | ----------------- | --- | --- |
| 23 marzo 2022     | via San Michele a Tegolaia, 7 località Grassina 43°43′31.59″N 11°17′45.48″E |                   | QUI ABITAVA GUIDO PASSIGLI NATO 1875 ARRESTATO 16.10.1943 DEPORTATO AUSCHWITZ ASSASSINATO 23.10.1943         | Guido Passigli (Livorno, 6 febbraio 1875 - Auschwitz, 23 ottobre 1943), figlio di Raffaello e Clementina Pegna, coniugato con Virginia Coen, un figlio. Partito con la moglie dalla loro casa a Grassina per Roma, incapparono nel rastrellamento del ghetto del 16 ottobre 1943. Due giorni dopo i coniugi erano sul treno della morte che li deportò nel Reich, destinati ad Auschwitz, dove giunsero il 23 ottobre. Furono assassinati al loro arrivo al campo.     |
| 23 marzo 2022     | via San Michele a Tegolaia, 7 località Grassina 43°43′31.59″N 11°17′45.48″E |                   | QUI ABITAVA VIRGINIA COEN PASSIGLI NATA 1879 ARRESTATA 16.10.1943 DEPORTATA AUSCHWITZ ASSASSINATA 23.10.1943 | Virginia Coen Passigli (Livorno, 31 gennaio 1879 - Auschwitz, 23 ottobre 1943), figlia di Salvatore e Minerva Piazza, coniugata con Guido Passigli, un figlio. Partita col marito dalla loro casa a Grassina per Roma, incapparono nel rastrellamento del ghetto del 16 ottobre 1943. Due giorni dopo i coniugi erano sul treno della morte che li deportò nel Reich, destinati ad Auschwitz, dove giunsero il 23 ottobre. Furono assassinati al loro arrivo al campo. |

### Capraia e Limite
Nel comune di Capraia e Limite sono presenti 11 pietre d'inciampo, tutte collocate il 31 maggio 2022 nel Giardino della memoria nella frazione di Capraia Fiorentina.
| Pietra d'inciampo | Pietra d'inciampo                               | Pietra d'inciampo | Pietra d'inciampo | Note biografiche                                                                   |
| Data di posa      | Luogo di posa                                   | Stolpersteine     | Incisione | Note biografiche                                                                   |
| ----------------- | ----------------------------------------------- | ----------------- | --- | ---------------------------------------------------------------------------------- |
| 31 maggio 2022    | Piazza Raffaello Dori 43°44′07.7″N 11°01′01.2″E |                   | IN QUESTO COMUNE VIVEVA ANGIOLO MICHELUCCI NATO 1889 ARRESTATO 8.3.1944 DEPORTATO MAUTHAUSEN ASSASSINATO 5.3.1945 GUSEN           | Angiolo Michelucci (???, 1889 - Gusen, 5 marzo 1945)                               |
| 31 maggio 2022    | Piazza Raffaello Dori 43°44′07.7″N 11°01′01.2″E |                   | IN QUESTO COMUNE VIVEVA CORRADO CORTI NATO 1904 ARRESTATO 8.3.1944 DEPORTATO MAUTHAUSEN ASSASSINATO 21.10.1944                    | Corrado Corti ([???, 1904 - Mauthausen, 21 ottobre 1944)                           |
| 31 maggio 2022    | Piazza Raffaello Dori 43°44′07.7″N 11°01′01.2″E |                   | IN QUESTO COMUNE VIVEVA GENE LARINI NATO 1887 ARRESTATO 8.3.1944 DEPORTATO MAUTHAUSEN ASSASSINATO 24.4.1945                       | Genè Larini (???, 1887 - Mauthausen, 24 aprile 1945), padre di Giuseppe Larini.    |
| 31 maggio 2022    | Piazza Raffaello Dori 43°44′07.7″N 11°01′01.2″E |                   | IN QUESTO COMUNE VIVEVA GIUSEPPE LARINI NATO 1923 ARRESTATO 8.3.1944 DEPORTATO MAUTHAUSEN ASSASSINATO 3.4.1945 EBENSEE            | Giuseppe Larini (???, 1923 - Ebensee, 3 aprile 1944), figlio di Genè Larini.       |
| 31 maggio 2022    | Piazza Raffaello Dori 43°44′07.7″N 11°01′01.2″E |                   | IN QUESTO COMUNE VIVEVA GIUSEPPE MARTELLI NATO 1907 ARRESTATO 8.3.1944 DEPORTATO MAUTHAUSEN ASSASSINATO 7.4.1945 EBENSEE          | Giuseppe Martelli (???, 1907 - Ebensee, 7 aprile 1944)                             |
| 31 maggio 2022    | Piazza Raffaello Dori 43°44′07.7″N 11°01′01.2″E |                   | IN QUESTO COMUNE VIVEVA GUIDO PALANDRI NATO 1901 ARRESTATO 8.3.1944 DEPORTATO MAUTHAUSEN ASSASSINATO 14.8.1944 GUSEN              | Guido Palandri (???, 1901 - Gusen, 14 agosto 1944)                                 |
| 31 maggio 2022    | Piazza Raffaello Dori 43°44′07.7″N 11°01′01.2″E |                   | IN QUESTO COMUNE VIVEVA OTELLO BINI NATO 1909 ARRESTATO 8.3.1944 DEPORTATO MAUTHAUSEN ASSASSINATO 4.4.1944 EBENSEE                | Otello Bini (???, 1909 - Ebensee, 4 aprile 1944)                                   |
| 31 maggio 2022    | Piazza Raffaello Dori 43°44′07.7″N 11°01′01.2″E |                   | IN QUESTO COMUNE VIVEVA PRIAMO SALANI NATO 1906 ARRESTATO 8.3.1944 DEPORTATO MAUTHAUSEN ASSASSINATO 1.12.1944 BERLINO             | Priamo Salani (???, 1906 - Berlino, 1º dicembre 1944), fratello di Eugenio Salani. |
| 31 maggio 2022    | Piazza Raffaello Dori 43°44′07.7″N 11°01′01.2″E |                   | IN QUESTO COMUNE VIVEVA EUGENIO SALANI NATO 1912 ARRESTATO 8.3.1944 DEPORTATO MAUTHAUSEN ASSASSINATO 1.5.1944 GUSEN               | Eugenio Salani (???, 1912 - Gusen, 1º maggio 1944), fratello di Priamo Salani.     |
| 31 maggio 2022    | Piazza Raffaello Dori 43°44′07.7″N 11°01′01.2″E |                   | IN QUESTO COMUNE VIVEVA UMBERTO AUGUDIO NATO 1907 ARRESTATO 8.3.1944 DEPORTATO MAUTHAUSEN ASSASSINATO 25.11.1944 SCHLOSS HARTHEIM | Umberto Augudio (???, 1907 - castello di Hartheim, 25 novembre 1944)               |
| 31 maggio 2022    | Piazza Raffaello Dori 43°44′07.7″N 11°01′01.2″E |                   | IN QUESTO COMUNE VIVEVA VINCENZO FUCINI NATO 1883 ARRESTATO 8.3.1944 DEPORTATO MAUTHAUSEN ASSASSINATO 4.10.1944 SCHLOSS HARTHEIM  | Vincenzo Fucini (???, 1883 - castello di Hartheim, 4 ottobre 1944)                 |

### Cerreto Guidi
A Cerreto Guidi si trovano 9 pietre d'inciampo poste nel 2022
| Pietra d'inciampo | Pietra d'inciampo                                                  | Pietra d'inciampo                                                                                                   | Pietra d'inciampo | Note biografiche |
| Data di posa      | Luogo di posa                                                      | Stolpersteine | Incisione | Note biografiche |
| ----------------- | ------------------------------------------------------------------ | --- | --- | ---------------- |
| 8 marzo 2022      |                                                                    | | QUI ABITAVA DUILIO TOSINI NATO 1888 ARRESTATO 8.3.1944 DEPORTATO MAUTHAUSEN ASSASSINATO 21.5.1944 EBENSEE             |                  |
| 8 marzo 2022      |                                                                    | QUI ABITAVA UGO TALINI NATO 1899 ARRESTATO 8.3.1944 DEPORTATO MAUTHAUSEN ASSASSINATO 24.4.1944 EBENSEE              | |                  |
| 8 marzo 2022      |                                                                    | QUI ABITAVA DUILIO CORDELLI NATO 1886 ARRESTATO 8.3.1944 DEPORTATO MAUTHAUSEN ASSASSINATO 8.4.1944 EBENSEE          | |                  |
| 8 marzo 2022      |                                                                    | QUI ABITAVA GIUNIO MORELLI NATO 1879 ARRESTATO 8.3.1944 DEPORTATO MAUTHAUSEN ASSASSINATO 28.9.1944 SCHLOSS HARTHEIM | |                  |
| 8 marzo 2022      |                                                                    | A CERRETO VIVEVA MARIO TROTTA NATO 1910 ARRESTATO 8.3.1944 DEPORTATO MAUTHAUSEN ASSASSINATO 29.5.1944 EBENSEE       | |                  |
| 8 marzo 2022      |                                                                    | A CERRETO VIVEVA CARLO VALLINI NATO 1921 ARRESTATO 8.3.1944 DEPORTATO MAUTHAUSEN ASSASSINATO 23.11.1944 EBENSEE     | |                  |
| 8 marzo 2022      |                                                                    | A CERRETO VIVEVA FORTUNATO TERRENI NATO 1913 ARRESTATO 8.3.1944 DEPORTATO MAUTHAUSEN ASSASSINATO 6.4.1945 GUSEN     | |                  |
| 9 marzo 2022      | Piazza Enrico Berlinguer, Lazzeretto                               | | QUI ABITAVA GALLIANO LUCARELLI NATO 1896 ARRESTATO 8.3.1944 DEPORTATO MAUTHAUSEN ASSASSINATO 1.12.1944 EBENSEE        |                  |
| 9 marzo 2022      | davanti alla chiesa di Santa Maria Assunta nella frazione di Bassa | | A BASSA VIVEVA UGO FALCETTI NATO 1915 ARRESTATO 8.3.1944 DEPORTATO MAUTHAUSEN ASSASSINATO 23.11.1944 SCHLOSS HARTHEIM |                  |

### Empoli
A Empoli si trovano 42 pietre d'inciampo, 20 delle quali poste nel 2022, 8 il 10 gennaio 2023, 3 il 28 febbraio 2023, 5 il 7 marzo 2023 e altre 6 il 28 aprile 2023.
| Pietra d'inciampo | Pietra d'inciampo                                           | Pietra d'inciampo | Pietra d'inciampo | Note biografiche                                                                      |
| Data di posa      | Luogo di posa                                               | Stolpersteine     | Incisione | Note biografiche                                                                      |
| ----------------- | ----------------------------------------------------------- | ----------------- | --- | ------------------------------------------------------------------------------------- |
| 27 gennaio 2022   | Via Chiara, 87 43°43′14″N 10°56′43.73″E                     |                   | QUI ABITAVA REMO BURLON NATO 1910 ARRESTATO 8.9.1944 DEPORTATO MAUTHAUSEN ASSASSINATO 25.4.1945 EBENSEE                          | Remo Burlon (Empoli, ??? 1910 - Ebensee , 25 aprile 1945)                             |
| 7 marzo 2022      | Via Giuseppe Del Papa, 81 43°43′08.89″N 10°56′46.35″E       |                   | QUI ABITAVA LUIGI ZINGONI NATO 1909 ARRESTATO 8.3.1944 DEPORTATO MAUTHAUSEN ASSASSINATO 25.3.1944 EBENSEE                        | Luigi Zingoni (Empoli, ??? 1909 - Ebensee, 25 marzo 1944)                             |
| 7 marzo 2022      | Via Giuseppe Del Papa, 81 43°43′08.89″N 10°56′46.35″E       |                   | QUI ABITAVA TOMMASO GASPARRI NATO 1890 ARRESTATO 8.3.1944 DEPORTATO MAUTHAUSEN ASSASSINATO 5.5.1945 EBENSEE                      | Tommaso Gasparri (Empoli, ??? 1890 - Ebensee, 5 maggio 1945)                          |
| 7 marzo 2022      | Via Giuseppe Del Papa, 81 43°43′08.89″N 10°56′46.35″E       |                   | QUI ABITAVA SILVANO GASPARRI NATO 1928 ARRESTATO 8.3.1944 DEPORTATO MAUTHAUSEN ASSASSINATO 2.10.1944 SCHLOSS HARTHEIM            | Silvano Gasparri (Empoli, ??? 1928 - castello di Hartheim, 2 ottobre 1944)            |
| 7 marzo 2022      | Via Giuseppe Del Papa, 75 43°43′08.79″N 10°56′46.91″E       |                   | QUI ABITAVA LUIGI GRANDI NATO 1904 ARRESTATO 8.3.1944 DEPORTATO MAUTHAUSEN ASSASSINATO 20.4.1944 EBENSEE                         | Luigi Grandi (Parma, ??? 1904 - Ebensee, 20 aprile 1944)                              |
| 10 marzo 2022     | Via Chiarugi, 10 43°43′11.67″N 10°56′36.4″E                 |                   | QUI ABITAVA GAETANO COMUNALE NATO 1901 ARRESTATO 8.3.1944 DEPORTATO MAUTHAUSEN ASSASSINATO 23.4.1945 LINZ                        | Gaetano Comunale (Santa Maria Capua Vetere, ??? 1901 - Linz, 23 aprile 1945)          |
| 10 marzo 2022     | Via Dainelli, 10 43°43′15.46″N 10°56′21.35″E                |                   | QUI ABITAVA LUIGI GAMBASSI NATO 1893 ARRESTATO 8.3.1944 DEPORTATO MAUTHAUSEN ASSASSINATO 29.9.1944 SCHLOSS HARTHEIM              | Luigi Gambassi (???, 1893 - castello di Hartheim, 29 settembre 1944)                  |
| 24 marzo 2022     | Via Pontorme, 243 43°43′26.52″N 10°58′24.77″E               |                   | QUI ABITAVA GUIDO CAPONI NATO 1901 ARRESTATO 8.3.1944 DEPORTATO MAUTHAUSEN ASSASSINATO 6.12.1944 EBENSEE                         | Guido Caponi (Montaione, 4 febbraio 1901 - Ebensee, 6 dicembre 1944)                  |
| 24 marzo 2022     | Via San Carlo, 66 43°43′35.83″N 10°58′20.6″E                |                   | QUI ABITAVA LUIGI CAPONI NATO 1913 ARRESTATO 8.3.1944 DEPORTATO MAUTHAUSEN ASSASSINATO 18.4.1945 EBENSEE                         | Luigi Caponi (Montaione, 15 febbraio 1913 - Ebensee, 18 aprile 1945)                  |
| 24 marzo 2022     | Via San Carlo, 19 43°43′36.93″N 10°58′20.01″E               |                   | QUI ABITAVA ANGELO CASALINI NATO 1902 ARRESTATO 8.3.1944 DEPORTATO MAUTHAUSEN ASSASSINATO 9.4.1944 EBENSEE                       | Angelo Casalini (Vinci, ??? 1902 - Ebensee, 9 aprile 1944)                            |
| 24 marzo 2022     | Via pontorme, 163 43°43′22.88″N 10°58′03.71″E               |                   | QUI ABITAVA RAOUL FONTANELLI NATO 1901 ARRESTATO 8.3.1944 DEPORTATO MAUTHAUSEN ASSASSINATO 30.5.1944 EBENSEE                     | Raoul Fontanelli (Empoli, ??? 1901 - Ebensee, 30 maggio 1944)                         |
| 26 aprile 2022    | Via Borghetti, 13 (18) 43°43′28.76″N 10°55′12.29″E          |                   | QUI ABITAVA GIUSEPPE PELLEGRINI NATO 1915 ARRESTATO 8.3.1944 DEPORTATO MAUTHAUSEN ASSASSINATO 31.1.1945 EBENSEE                  | Giuseppe Pellegrini (Fucecchio, ??? 1915 - Ebensee, 31 gennaio 1945)                  |
| 26 aprile 2022    | Via della Robbia, 6 (8) 43°43′31.64″N 10°55′13.06″E         |                   | QUI ABITAVA ERNESTO REINACH NATO 1886 ARRESTATO 8.3.1944 DEPORTATO MAUTHAUSEN ASSASSINATO 14.4.1945 EBENSEE                      | Giuseppe Soldaini (Empoli, ??? 1886 - Ebensee, 31 gennaio 1945)                       |
| 29 aprile 2022    | Via Livornese, 128 43°43′07.06″N 10°55′35.44″E              |                   | QUI ABITAVA ALBERTO ANTONINI NATO 1902 ARRESTATO 18.3.1944 DEPORTATO MAUTHAUSEN ASSASSINATO 15.3.1945                            | Alberto Antonini (Cerreto Guidi, ??? 1902 - Mauthausen, 15 marzo 1945)                |
| 29 aprile 2022    | Via Livornese, 68 43°43′09.44″N 10°55′40.97″E               |                   | QUI ABITAVA GIUSEPPE BAGNOLI NATA 1881 ARRESTATO 8.3.1944 DEPORTATO MAUTHAUSEN ASSASSINATO 18.9.1944 SCHLOSS HARTHEIM            | Giuseppe Bagnoli (Empoli, ??? 1881 - castello di Hartheim, 18 settembre 1944)         |
| 29 aprile 2022    | Via Ripa, 75 43°43′21.05″N 10°55′36.42″E                    |                   | QUI ABITAVA LORENZO CINOTTI NATO 1898 ARRESTATO 8.3.1944 DEPORTATO MAUTHAUSEN ASSASSINATO 31.5.1944                              | Lorenzo Cinotti (Capraia e Limite, ??? 1898 - Mauthausen, 31 maggio 1944)             |
| 29 aprile 2022    | Via Arco d'Empoli vecchio, 5 43°43′07.65″N 10°55′36.03″E    |                   | QUI LAVORAVA MARIO LAZZERI NATO 1895 ARRESTATO 8.3.1944 DEPORTATO MAUTHAUSEN ASSASSINATO 18.4.1945 EBENSEE                       | Mario Lazzeri (Empoli, ??? 1895 - Ebensee, 18 aprile 1945)                            |
| 29 aprile 2022    | Via della Repubblica, 14 43°43′11.68″N 10°56′17.92″E        |                   | QUI ABITAVA GIUSEPPE NENCIONI NATO 1904 ARRESTATO 8.3.1944 DEPORTATO MAUTHAUSEN ASSASSINATO 25.4.1945 EBENSEE                    | Giuseppe Nencioni (La Spezia, 1904 - Ebensee, 25 aprile 1945)                         |
| 2 maggio 2022     | Via Val d'Orme vecchia, 427 43°41′09.39″N 10°58′22.64″E     |                   | QUI ABITAVA FIORENZO CANTINI NATO 1925 ARRESTATO 16.3.1944 DEPORTATO MAUTHAUSEN ASSASSINATO 27.9.1944 SCHLOSS HARTHEIM           | Fiorenzo Cantini (Empoli, ??? 1925 - castello di Hartheim, 27 settembre 1944)         |
| 2 maggio 2022     | Via della Moriana, 10 43°42′20.01″N 10°57′23.4″E            |                   | QUI ABITAVA ITALO SOLDI DEGL'INNOCENTI NATO 1908 ARRESTATO 8.3.1944 DEPORTATO MAUTHAUSEN ASSASSINATO 16.10.1944 SCHLOSS HARTHEIM | Italo Soldi Degl’Innocenti (Empoli, ??? 1908 - castello di Hartheim, 16 ottobre 1944) |
| 10 gennaio 2023   | Largo della Resistenza 43°43′06.18″N 10°56′43.9″E           |                   | A EMPOLI ABITAVA DINO BENEDETTI NATO 1898 ARRESTATO 8.3.1944 DEPORTATO MAUTHAUSEN ASSASSINATO 16.2.1945 EBENSEE                  | Dino Benedetti (Livorno, 1898 - Ebensee, 16 febbraio 1945)                            |
| 10 gennaio 2023   | Largo della Resistenza 43°43′06.18″N 10°56′43.9″E           |                   | A EMPOLI ABITAVA PIERINO BERTELLOTTI NATO 1901 ARRESTATO 8.3.1944 DEPORTATO MAUTHAUSEN ASSASSINATO 8.5.1944 EBENSEE              | Pierino Bertellotti (Livorno, 1901 - Ebensee, 8 maggio 1944)                          |
| 10 gennaio 2023   | Largo della Resistenza 43°43′06.18″N 10°56′43.9″E           |                   | A EMPOLI ABITAVA ERMANNO CALORE NATO 1897 ARRESTATO 8.3.1944 DEPORTATO MAUTHAUSEN ASSASSINATO 10.10.1944 DACHAU                  | Ermanno Calore (Livorno, 1897 - Dachau, 10 ottobre 1944)                              |
| 10 gennaio 2023   | Largo della Resistenza 43°43′06.18″N 10°56′43.9″E           |                   | A EMPOLI ABITAVA ALFREDO CATANZANO NATO 1915 ARRESTATO 8.3.1944 DEPORTATO MAUTHAUSEN ASSASSINATO 31.8.1944 HARTHEIM              | Alfredo Catanzano (Livorno, 1915 - castello di Hartheim, 31 agosto 1944)              |
| 10 gennaio 2023   | Largo della Resistenza 43°43′06.18″N 10°56′43.9″E           |                   | A EMPOLI ABITAVA ALFREDO NIGIOTTI NATO 1909 ARRESTATO 8.3.1944 DEPORTATO MAUTHAUSEN ASSASSINATO 26.4.1944 EBENSEE                | Alfredo Nigiotti (Livorno, 1909 - Ebensee, 26 aprile 1944)                            |
| 10 gennaio 2023   | Largo della Resistenza 43°43′06.18″N 10°56′43.9″E           |                   | A EMPOLI ABITAVA ANGELO PENSABENE NATO 1900 ARRESTATO 8.3.1944 DEPORTATO MAUTHAUSEN ASSASSINATO 9.11.1944 GUSEN                  | Angelo Pensabene (Livorno, 1900 - Gusen, 9 novembre 1944)                             |
| 10 gennaio 2023   | Largo della Resistenza 43°43′06.18″N 10°56′43.9″E           |                   | A EMPOLI ABITAVA GIOSELLINO ROGAI NATO 1906 ARRESTATO 8.3.1944 DEPORTATO MAUTHAUSEN ASSASSINATO 16.5.1944 EBENSEE                | Giosellino Rogai (Livorno, 1906 - Ebensee, 16 maggio 1944)                            |
| 10 gennaio 2023   | Largo della Resistenza 43°43′06.18″N 10°56′43.9″E           |                   | A EMPOLI ABITAVA WALDE ROGAI NATO 1908 ARRESTATO 8.3.1944 DEPORTATO MAUTHAUSEN ASSASSINATO 17.4.1945                             | Walde Rogai (Livorno, 1908 - Mauthausen, 17 aprile 1945)                              |
| 28 febbraio 2023  | Via di Avane, 38 43°43′28.66″N 10°55′25.74″E                |                   | QUI ABITAVA GUIDO BROTINI NATO 1899 ARRESTATO 8.3.1944 DEPORTATO MAUTHAUSEN ASSASSINATO 25.4.1945 EBENSEE                        | Guido Brotini (Empoli, 14 novembre 1899 - Ebensee, 25 aprile 1945)                    |
| 28 febbraio 2023  | Via di Avane, 50 43°43′29.04″N 10°55′24.12″E                |                   | QUI ABITAVA PIETRO MICHELINI NATO 1907 ARRESTATO 8.3.1944 DEPORTATO MAUTHAUSEN ASSASSINATO 27.3.1945 EBENSEE                     | Pietro Michelini (Vinci, 27 giugno 1907 - Ebensee, 27 marzo 1945)                     |
| 28 febbraio 2023  | Via delle Corti, 6 43°43′29.92″N 10°55′17.21″E              |                   | QUI ABITAVA PIETRO MAESTRELLI NATO 1878 ARRESTATO 8.3.1944 DEPORTATO MAUTHAUSEN ASSASSINATO 8.9.1944 HARTHEIM                    | Pietro Maestrelli (Empoli, 3 ottobre 1878 - castello di Hartheim, 8 settembre 1944)   |
| 7 marzo 2023      | Via Livornese, 255 43°41′36.62″N 10°54′02.87″E              |                   | QUI ABITAVA DINO SELMI NATO 1912 ARRESTATO 8.3.1944 DEPORTATO MAUTHAUSEN ASSASSINATO 21.4.1945 EBENSEE                           | Dino Selmi (San Miniato, ??? 1912- Ebensee, 21 aprile 1945)                           |
| 7 marzo 2023      | Via Livornese, 326 43°41′39.67″N 10°54′04.11″E              |                   | QUI ABITAVA GIULIO NICCOLAI NATO 1893 ARRESTATO 8.3.1944 DEPORTATO MAUTHAUSEN ASSASSINATO 11.6.1944                              | Giulio Niccolai (Empoli, ??? 1893 - Mauthausen, 11 giugno 1944)                       |
| 7 marzo 2023      | Via Livornese, 354 43°41′35″N 10°54′00.36″E                 |                   | QUI ABITAVA PRIMO POLI NATO 1895 ARRESTATO 8.3.1944 DEPORTATO MAUTHAUSEN ASSASSINATO 24.1.1945 GUSEN                             | Primo Poli (Empoli, ??? 1895 - Gusen, 24 gennaio 1945)                                |
| 7 marzo 2023      | Via Senese Romana, 177 43°41′04.32″N 10°54′35.45″E          |                   | QUI ABITAVA PIETRO PASQUALETTI NATO 1891 ARRESTATO 8.3.1944 DEPORTATO MAUTHAUSEN ASSASSINATO 23.4.1945 GUSEN                     | Pietro Pasqualetti (Empoli, ??? 1891 - Gusen, 23 aprile 1945)                         |
| 7 marzo 2023      | Via del Castelluccio, 8 43°42′14.95″N 10°54′27.6″E          |                   | QUI ABITAVA TITO ARFAIOLI NATO 1903 ARRESTATO 8.3.1944 DEPORTATO MAUTHAUSEN ASSASSINATO 2.4.1945                                 | Tito Arfaioli (Castelfiorentino, ??? 1903 - Mauthausen, 2 aprile 1945)                |
| 28 aprile 2023    | Via Molin del Sale 43°43′17.68″N 10°56′34.2″E               |                   | QUI ABITAVA GINO MALAMINA NATO 1920 ARRESTATO 8.3.1944 DEPORTATO MAUTHAUSEN MORTO                                                | Gino Malanima (Empoli, ??? 1920 - Mauthausen, ???)                                    |
| 28 aprile 2023    | Via Rosselli, 33 43°43′13.28″N 10°57′01.39″E                |                   | QUI ABITAVA TIZIANO LATINI NATO 1914 ARRESTATO 8.3.1944 DEPORTATO MAUTHAUSEN ASSASSINATO 15.2.1945 GUSEN                         | Tiziano Latini (Livorno, ??? 1914 - Gusen, 15 febbraio 1945)                          |
| 28 aprile 2023    | Via Rosselli 43°43′13.3″N 10°57′09.86″E                     |                   | QUI ABITAVA MARTINO BARBIERI NATO 1919 ARRESTATO 8.3.1944 DEPORTATO MAUTHAUSEN ASSASSINATO 21.3.1945 EBENSEE                     | Martino Barbieri (Lastra a Signa, ??? 1919 - Ebensee, 21 marzo 1945)                  |
| 28 aprile 2023    | Via Chimenti angolo via Pulidori 45°28′13.91″N 9°10′55.01″E |                   | QUI ABITAVA FERRUCCIO MANCINI NATO 1886 ARRESTATO 8.3.1944 DEPORTATO MAUTHAUSEN ASSASSINATO 8.2.1945 GUSEN                       | Ferruccio Mancini (Empoli, ??? 1886 - Gusen, 8 febbraio 1945)                         |
| 28 aprile 2023    | Via del Giglio, 11 43°43′12.69″N 10°56′52.86″E              |                   | QUI ABITAVA GINO IORI NATO 1879 ARRESTATO 8.3.1944 DEPORTATO MAUTHAUSEN ASSASSINATO 17.7.1944 HARTHEIM                           | Gino Iori (Empoli, ??? 1879 - castello di Hartheim, 17 luglio 1944)                   |
| 28 aprile 2023    | Via Ridolfi, 47 43°43′16.32″N 10°56′51.93″E                 |                   | QUI ABITAVA PIETRO LARI NATO 1907 ARRESTATO 12.2.1944 INTERNATO FOSSOLI ASSASSINATO 12.7.1944                                    | Pietro Lari (Empoli, ??? 1907 - Poligono di tiro di Cibeno, Carpi, 12 luglio 1944)    |

### Figline e Incisa Valdarno
Nel comune di Figline e Incisa Valdarno si trovano 3 pietre d'inciampo, tutte poste il 27 gennaio 2022.
| Pietra d'inciampo | Pietra d'inciampo                                        | Pietra d'inciampo | Pietra d'inciampo | Note biografiche |
| Data di posa      | Luogo di posa                                            | Stolpersteine     | Incisione | Note biografiche |
| ----------------- | -------------------------------------------------------- | ----------------- | --- | --- |
| 27 gennaio 2022   | via Brollo, 1 località Brollo 43°38′21.1″N 11°25′19.81″E |                   | QUI ABITAVA MARGHERITA GOLDFRUCHT PRISTER NATA 1881 ARRESTATA 23.12.1943 DEPORTATA 1944 AUSCHWITZ ASSASSINATA 6.2.1944 | Margherita Prister Goldfrucht (Trieste, 26 gennaio 1881 - Auschwitz, 6 febbraio 1944), figlia di Moisè e Amalia Pincherle, vedova di Ermanno Goldfrucht, madre di Lea Goldfrucht Melauri. In seguito all'emanazione delle leggi razziali fasciste del 1938, per sfuggire alle persecuzioni antisemite, al seguito della famiglia della figlia, coniugata Melauri, con loro si trasferì nella campagna di Figline Valdarno, in località Brollo su un terreno di proprietà. Ma poco prima del Natale del 1943 furono intercettati e prelevati dalla loro casa per essere incarcerati prima a Firenze, quindi a Milano; partirono dal Binario 21 della Stazione Centrale il 30 gennaio 1944 e furono tutti deportati nel Reich con destinazione Auschwitz. Margherita e la figlia il giorno stesso dell'arrivo al campo, 6 febbraio 1944, furono inviate alla camera a gas. |
| 27 gennaio 2022   | via Brollo, 1 località Brollo 43°38′21.1″N 11°25′19.81″E |                   | QUI ABITAVA PAOLO GOLDFRUCHT MELAURI NATO 1894 ARRESTATO 23.12.1943 DEPORTATO 1944 AUSCHWITZ ASSASSINATO 24.12.1944    | Paolo Goldfrucht Melauri (Leopoli, 6 luglio 18941879 - Auschwitz, 24 dicembre 1944),figlio di Salomone Goldfrucht e Mina Stadtfeld, coniugato con Lea Goldfrucht , due figlii. Famiglia originaria di Leopoli, nell’odierna Ucraina, si trasferì a Trieste, acquisendo nei primi anni '20 la cittadinanza italiana rinunciando al cognome originario sostituito con Melauri. In seguito all'emanazione delle leggi razziali fasciste del 1938, per sfuggire alle persecuzioni antisemite, con moglie, figli e suocera si trasferì nella campagna di Figline Valdarno, in località Brollo su un terreno di proprietà. Ma poco prima del Natale del 1943 furono intercettati e prelevati dalla loro casa per essere incarcerati prima a Firenze, quindi a Milano; partirono dal Binario 21 della Stazione Centrale, il 30 gennaio 1944 e furono tutti deportati nel Reich con destinazione Auschwitz. Margherita e la figlia il giorno stesso dell'arrivo al campo, 6 febbraio 1944, furono inviate alla camera a gas, Paolo morì la vigilia del Natale 1944. |
| 27 gennaio 2022   | via Brollo, 1 località Brollo 43°38′21.1″N 11°25′19.81″E |                   | QUI ABITAVA LEA GOLDFRUCHT MELAURI NATA 1903 ARRESTATA 23.12.1943 DEPORTATA 1944 AUSCHWITZ ASSASSINATA 6.2.1944        | Lea Goldfrucht Melauri (Trieste, 24 agosto 1903 - Auschwitz, 6 febbraio 1944), figlia di Ermanno Goldfrucht e Margherita Prister, coniugata con Paolo Melauri, due figli. In seguito all'emanazione delle leggi razziali fasciste del 1938, per sfuggire alle persecuzioni antisemite, la famiglia Melauri e la mamma di Lea che viveva con loro, si trasferì nella campagna di Figline Valdarno, in località Brollo su un terreno di proprietà. Ma poco prima del Natale del 1943 furono intercettati e prelevati dalla loro casa per essere incarcerati prima a Firenze, quindi a Milano; partirono dal Binario 21 della Stazione Centrale, il 30 gennaio 1944 e furono tutti deportati nel Reich con destinazione Auschwitz. Lea e la mamma Margherita il giorno stesso dell'arrivo al campo, 6 febbraio 1944, furono inviate alla camera a gas, il marito Paolo morì la vigilia del Natale 1944. |

### Firenze
La città di Firenze accoglie 137 pietre d'inciampo.

### Fucecchio
Il comune di Fucecchio ospita sette pietre d'inciampo posate l'otto marzo 2022 a ricordo degli operai della Saffa deportati.
| Pietra d'inciampo | Pietra d'inciampo                                                           | Pietra d'inciampo | Pietra d'inciampo | Note biografiche |
| Data di posa      | Luogo di posa                                                               | Stolpersteine     | Incisione | Note biografiche |
| ----------------- | --------------------------------------------------------------------------- | ----------------- | --- | --- |
| 8 marzo 2022      | Piazza XX Settembre davanti monumento ai caduti 43°43′38.94″N 10°48′24.32″E |                   | A FUCECCHIO VIVEVA GIULIO BACCINI NATO 1902 ARRESTATO 8.3.1944 DEPORTATO MAUTHAUSEN ASSASSINATO 5.1.1945 GUSEN       | Giulio Baccini (Livorno, 15 gennaio 1902 - Gusen, 5 gennaio 1945), meccanico. Fu arrestato dai militi della GNR la notte tra il 7 e l’8 marzo 1944, nel corso della rappresaglia allo sciopero generale della settimana precedente. Portato alle Scuole Leopoldine,, a Firenze, in seguito, dalla stazione cittadina di Santa Maria Novella fu deportato nel Reich con destinazione Mauthausen, dove giunse l’11 marzo 1944, fu immatricolato con il n° 56969 e classificato "Schutz" – (Schutzhäftlinge). Morì il 5 gennaio 1945 a Gusen, dov'era stato trasferito.           |
| 8 marzo 2022      | Piazza XX Settembre davanti monumento ai caduti 43°43′38.94″N 10°48′24.32″E |                   | A FUCECCHIO VIVEVA SIRIO SOSTEGNI NATO 1925 ARRESTATO 8.3.1944 DEPORTATO MAUTHAUSEN ASSASSINATO EBENSEE              | Sirio Sostegni (Livorno, 28 gennaio 1925 - Ebensee, 24 maggio 1945), operaio, fu arrestato a Empoli dai militi della GNR la notte tra il 7 e l’8 marzo 1944, nel corso della rappresaglia allo sciopero generale della settimana precedente. Portato alle Scuole Leopoldine,, a Firenze, in seguito, dalla stazione cittadina di Santa Maria Novella fu deportato nel Reich con destinazione Mauthausen, dove giunse l’11 marzo 1944, fu immatricolato con il n° 57417 e classificato "Schutz" – (Schutzhäftlinge). Morì il 24 maggio 1945 a Ebensee dov'era stato trasferito. |
| 8 marzo 2022      | Piazza XX Settembre davanti monumento ai caduti 43°43′38.94″N 10°48′24.32″E |                   | A FUCECCHIO VIVEVA GINO TOCCHINI NATO 1901 ARRESTATO 8.3.1944 DEPORTATO MAUTHAUSEN DECEDUTO 17.5.1945 EBENSEE        | Gino Tocchini (Livorno, 21 ottobre 1901 - Ebensee, 17 maggio 1945), operaio, fu arrestato dai militi della GNR la notte tra il 7 e l’8 marzo 1944, nel corso della rappresaglia allo sciopero generale della settimana precedente. Portato alle Scuole Leopoldine,, a Firenze, in seguito, dalla stazione cittadina di Santa Maria Novella fu deportato nel Reich con destinazione Mauthausen, dove giunse l’11 marzo 1944, fu immatricolato con il n° 57435 e classificato "Schutz" – (Schutzhäftlinge). Morì il 17 maggio 1945 a Ebensee dov'era stato trasferito.           |
| 8 marzo 2022      | Piazza XX Settembre davanti monumento ai caduti 43°43′38.94″N 10°48′24.32″E |                   | A FUCECCHIO VIVEVA PIERO FORNACIARI NATO 1904 ARRESTATO 8.3.1944 DEPORTATO MAUTHAUSEN ASSASSINATO 11.12.1944 EBENSEE | Piero Fornaciari (Livorno, 31 gennaio 1904 - Ebensee, 11 dicembre 1944), fornaio, fu arrestato dai militi della GNR la notte tra il 7 e l’8 marzo 1944, nel corso della rappresaglia allo sciopero generale della settimana precedente. Portato alle Scuole Leopoldine,, a Firenze, in seguito, dalla stazione cittadina di Santa Maria Novella fu deportato nel Reich con destinazione Mauthausen, dove giunse l’11 marzo 1944, fu immatricolato con il n° 57128 e classificato "Schutz" – (Schutzhäftlinge). Morì l'11 dicembre 1944 a Ebensee dov'era stato trasferito.     |
| 8 marzo 2022      | Piazza XX Settembre davanti monumento ai caduti 43°43′38.94″N 10°48′24.32″E |                   | A FUCECCHIO VIVEVA BRUNO DI GADDO NATO 1919 ARRESTATO 8.3.1944 DEPORTATO MAUTHAUSEN ASSASSINATO EBENSEE              | Bruno Di Gaddo (Livorno, 10 giugno 1919 - Ebensee, ???), pescatore, fu arrestato dai militi della GNR la notte tra il 7 e l’8 marzo 1944, nel corso della rappresaglia allo sciopero generale della settimana precedente. Portato alle Scuole Leopoldine,, a Firenze, in seguito, dalla stazione cittadina di Santa Maria Novella fu deportato nel Reich con destinazione Mauthausen, dove giunse l’11 marzo 1944, fu immatricolato con il n° 57149 e classificato "Schutz" – (Schutzhäftlinge). Liberato.                                                                     |
| 8 marzo 2022      | Piazza XX Settembre davanti monumento ai caduti 43°43′38.94″N 10°48′24.32″E |                   | A FUCECCHIO VIVEVA ORESTE CECCARINI NATO 1910 ARRESTATO 8.3.1944 DEPORTATO MAUTHAUSEN ASSASSINATO 26.6.1944          | Oreste Ceccarini (Livorno, 20 marzo, 1910 - Mauthausen, 26 giugno 1944), operaio, fu arrestato dai militi della GNR la notte tra il 7 e l’8 marzo 1944, nel corso della rappresaglia allo sciopero generale della settimana precedente. Portato alle Scuole Leopoldine,, a Firenze, in seguito, dalla stazione cittadina di Santa Maria Novella fu deportato nel Reich con destinazione Mauthausen, dove giunse l’11 marzo 1944, fu immatricolato con il n° 57036 e classificato "Schutz" – (Schutzhäftlinge), morì al campo il 26 giugno 1944.                                |
| 8 marzo 2022      | Piazza XX Settembre davanti monumento ai caduti 43°43′38.94″N 10°48′24.32″E |                   | A FUCECCHIO VIVEVA GINO BRACCI NATO 1901 ARRESTATO 8.3.1944 DEPORTATO MAUTHAUSEN ASSASSINATO 16.4.1945               | Gino Bracci (Livorno, 20 ottobre 1901 - Mauthausen, 16 aprile 1945), meccanico, arrestato dai militi della GNR la notte tra il 7 e l’8 marzo 1944, nel corso della rappresaglia allo sciopero generale della settimana precedente. Portato alle Scuole Leopoldine,, a Firenze, in seguito, dalla stazione cittadina di Santa Maria Novella deportato nel Reich con destinazione Mauthausen dove giunge l’11 marzo 1944, immatricolato con il n° 56984, classificato "Schutz" – (Schutzhäftlinge), muore al campo il 16 aprile 1945.                                            |

### Montelupo Fiorentino
Nel comune di Montelupo Fiorentino si trovano 18 pietre d'inciampo. Mappa di geolocalizzazione. 
| Pietra d'inciampo | Pietra d'inciampo                                                                                           | Pietra d'inciampo | Pietra d'inciampo | Note biografiche |
| Data di posa      | Luogo di posa                                                                                               | Stolpersteine     | Incisione | Note biografiche |
| ----------------- | --- | ----------------- | --- | --- |
| 27 gennaio 2022   | Piazza San Rocco, 8 43°43′54.14″N 10°59′38.59″E                                                             |                   | QUI ABITAVA CARLO CASTELLANI NATO 1909 ARRESTATO 8.3.1944 DEPORTATO MAUTHAUSEN ASSASSINATO 14.8.1944 GUSEN             | Carlo Castellani (Montelupo Fiorentino, 15 gennaio 1909 - Gusen, 14 agosto 1944), falegname, calciatore di talento e di fama, si consegna ai carabinieri al posto del padre ricercato per idee socialiste ed antifasciste. Carlo, coniugato, due figli, fu arrestato dai militi della GNR la notte tra il 7 e l’8 marzo 1944, nel corso della rappresaglia allo sciopero generale della settimana precedente. Portato alle Scuole Leopoldine,, a Firenze, in seguito, dalla stazione cittadina di Santa Maria Novella fu deportato nel Reich con destinazione Mauthausen, dove giunse l’11 marzo 1944, fu immatricolato con il n° 57026 e classificato "Schutz" – (Schutzhäftlinge). Morì il 14 agosto 1945 al campo di Gusen dov'era stato trasferito. Lo stadio sportivo di Empoli, una via nei pressi, lo stadio di Montelupo Fiorentino e una piazza nella nativa frazione di Fibbiana portano il suo nome.                                                                 |
| 2 marzo 2022      | Via del Corso presso il Giardino della Memoria località Torre, ex vetreria Nardi 43°43′55.88″N 11°00′15.5″E |                   | QUI LAVORAVA ADOLFO FOSSI NATO 1900 ARRESTATO 8.3.1944 DEPORTATO MAUTHAUSEN ASSASSINATO 14.4.1945 EBENSEE              | Adolfo Fossi (Montelupo Fiorentino, 9 novembre 1900 - Ebensee, 14 aprile 1945), antifascista, operaio vetraio, coniugato con Maria Tosi, fu arrestato insieme al fratello Dante dai militi della GNR la notte tra il 7 e l’8 marzo 1944, nel corso della rappresaglia allo sciopero generale della settimana precedente. Portato alle Scuole Leopoldine,, a Firenze, in seguito, dalla stazione cittadina di Santa Maria Novella fu deportato nel Reich con destinazione Mauthausen, dove giunse l’11 marzo 1944, fu immatricolato con il n° 57129 e classificato "Schutz" – (Schutzhäftlinge). Morì il 14 aprile 1945, parrebbe per mano di un Kapo, al campo di Ebensee, dov'era stato trasferito. |
| 2 marzo 2022      | Via del Corso presso il Giardino della Memoria località Torre, ex vetreria Nardi 43°43′55.88″N 11°00′15.5″E |                   | QUI LAVORAVA DANTE FOSSI NATO 1903 ARRESTATO 8.3.1944 DEPORTATO MAUTHAUSEN ASSASSINATO 25.4.1945 EBENSEE               | Dante Fossi (Montelupo Fiorentino, 2 marzo 1903 - Ebensee, 25 aprile 1945), antifascista, operaio vetraio, coniugato con Ida Del Conte, tre figli. Fu arrestato insieme al fratello Adolfo dai militi della GNR la notte tra il 7 e l’8 marzo 1944, nel corso della rappresaglia allo sciopero generale della settimana precedente. Portato alle Scuole Leopoldine,, a Firenze, in seguito, dalla stazione cittadina di Santa Maria Novella fu deportato nel Reich con destinazione Mauthausen, dove giunse l’11 marzo 1944, fu immatricolato con il n° 57130 e classificato "Schutz" – (Schutzhäftlinge). Morì il 25 aprile 1945 al campo di Ebensee, dov'era stato trasferito. |
| 2 marzo 2022      | Via del Corso presso il Giardino della Memoria località Torre, ex vetreria Nardi 43°43′55.88″N 11°00′15.5″E |                   | QUI LAVORAVA ERASMO FRIZZI NATO 1904 ARRESTATO 8.3.1944 DEPORTATO MAUTHAUSEN ASSASSINATO 14.6.1944                     | Erasmo Frizzi (Montelupo Fiorentino, 12 settembre 1904 - Mauthausen, 14 giugno 1944), antifascista, operaio vetraio. Nel 1929 fu al confino sull'Isola di Ponza per quattro anni. Nuovamente e definitivamente arrestato dai militi della GNR la notte tra il 7 e l’8 marzo 1944, nel corso della rappresaglia allo sciopero generale della settimana precedente. Fu portato alle Scuole Leopoldine,, a Firenze, in seguito, dalla stazione cittadina di Santa Maria Novella fu deportato nel Reich con destinazione Mauthausen, dove giunse l’11 marzo 1944, fu immatricolato con il n° 57142 e classificato "Schutz" – (Schutzhäftlinge). Morì al campo il 14 giugno 1944 |
| 2 marzo 2022      | Via del Corso presso il Giardino della Memoria località Torre, ex vetreria Nardi 43°43′55.88″N 11°00′15.5″E |                   | QUI LAVORAVA ANGELO SCARDIGLI NATO 1907 ARRESTATO 8.3.1944 DEPORTATO MAUTHAUSEN ASSASSINATO 5.12.1944                  | Angelo Scardigli (Montelupo Fiorentino, 2 luglio 1907 - Mauthausen, 5 dicembre 1944), soffiatore di vetro, arrestato a Lecco, giunge a Mauthausen il 20 marzo 1944, immatricolato n° 59133, classificato "Schutz" – (Schutzhäftlinge), muore al campo il 5 dicembre 1944, |
| 2 marzo 2022      | Via del Corso presso il Giardino della Memoria località Torre, ex vetreria Nardi 43°43′55.88″N 11°00′15.5″E |                   | QUI LAVORAVA ROBERTO FOSSI NATO 1924 ARRESTATO 8.3.1944 DEPORTATO MAUTHAUSEN ASSASSINATO 30.4.1945 EBENSEE             | Roberto Fossi (Montelupo Fiorentino, 2 dicembre 1924 - Ebensee, 30 aprile 1945), operaio vetraio, fu arrestato dai militi della GNR la notte tra il 7 e l’8 marzo 1944, nel corso della rappresaglia allo sciopero generale della settimana precedente. Portato alle Scuole Leopoldine,, a Firenze, in seguito, dalla stazione cittadina di Santa Maria Novella fu deportato nel Reich con destinazione Mauthausen, dove giunse l’11 marzo 1944, fu immatricolato con il n° 57131 e classificato "Schutz" – (Schutzhäftlinge). Morì il 30 aprile 1945 al campo di Ebensee, dove era stato trasferito. |
| 2 marzo 2022      | Via del Corso presso il Giardino della Memoria località Torre, ex vetreria Nardi 43°43′55.88″N 11°00′15.5″E |                   | QUI LAVORAVA LORENZO PIATTI NATO 1903 ARRESTATO 8.3.1944 DEPORTATO MAUTHAUSEN ASSASSINATO 5.10.1944 SCHLOSS HARTHEIM   | Lorenzo Piatti (Sestri Ponente, 20 luglio 1903 - castello di Hartheim, 5 ottobre 1944)), antifascista, operaio vetraio, fu arrestato dai militi della GNR la notte tra il 7 e l’8 marzo 1944, nel corso della rappresaglia allo sciopero generale della settimana precedente. Portato alle Scuole Leopoldine,, a Firenze, in seguito, dalla stazione cittadina di Santa Maria Novella fu deportato nel Reich con destinazione Mauthausen, dove giunse l’11 marzo 1944, fu immatricolato con il n° 57342 e classificato "Schutz" – (Schutzhäftlinge). Morì il 5 ottobre 1944 nel castello di Hartheim |
| 8 marzo 2022      | Piazza della Libertà, 8 43°43′59.17″N 11°01′15.77″E                                                         |                   | QUI ABITAVA LUIGI BARDINI NATO 1910 ARRESTATO 8.3.1944 DEPORTATO MAUTHAUSEN ASSASSINATO 7.12.1944 SCHLOSS HARTHEIM     | Luigi Bardini (Montelupo Fiorentino, 27 dicembre 1910 - castello di Hartheim, 7 dicembre 1944), antifascista, camionista, già arrestato in precedenza, è nuovamente e definitivamente arrestato dai militi della GNR la notte tra il 7 e l’8 marzo 1944, nel corso della rappresaglia allo sciopero generale della settimana precedente. Portato alle Scuole Leopoldine,, a Firenze, in seguito, dalla stazione cittadina di Santa Maria Novella fu deportato nel Reich con destinazione Mauthausen, dove giunse l’11 marzo 1944, fu immatricolato con il n° 56926 e classificato "Schutz" – (Schutzhäftlinge). Morì nel castello di Hartheim il 7 dicembre 1944. |
| 8 marzo 2022      | Piazza della Libertà, 8 43°43′59.17″N 11°01′15.77″E                                                         |                   | QUI ABITAVA SANZIO GIANNI NATO 1894 ARRESTATO 8.3.1944 DEPORTATO MAUTHAUSEN ASSASSINATO 4.10.1944 SCHLOSS HARTHEIM     | Sanzio Gianni (Montelupo Fiorentino, 20 luglio 1894 - castello di Hartheim,, 4 ottobre 1944), antifascista, barbiere, barbiere. Fu arrestato dai militi della GNR la notte tra il 7 e l’8 marzo 1944, nel corso della rappresaglia allo sciopero generale della settimana precedente. Fu portato alle Scuole Leopoldine,, a Firenze, in seguito, dalla stazione cittadina di Santa Maria Novella fu deportato nel Reich con destinazione Mauthausen, dove giunse l’11 marzo 1944, fu immatricolato con il n° 57176 e classificato "Schutz" – (Schutzhäftlinge). Trasferito ad Hartheim, vi morì il 4 ottobre 1944. |
| 8 marzo 2022      | Via XX Settembre, 35 43°43′58.97″N 11°01′19.6″E                                                             |                   | QUI ABITAVA GIUSEPPE TANGORRA NATO 1882 ARRESTATO 8.3.1944 DEPORTATO MAUTHAUSEN ASSASSINATO 14.4.1944 EBENSEE          | Giuseppe Tangorra (Santeramo in Colle, 8 settembre 1882 - Ebensee, 14 aprile 1944), residente a Montelupo Fiorentino, portiere presso la vetreia cittadina, coniugato con Adele Adele, due figlie. Sorpreso dall'armistizio dell'8 settembre 1943 nel paese natale, in visita ai parenti, riuscì a ricongiungersi faticosamente e fortunosamente con la propria famiglia a Montelupo, ma non ad evitare l'arresto da parte dei fascisti locali, a cui era noto il suo orientamento antifascista. Fu arrestato dai militi della GNR la notte tra il 7 e l’8 marzo 1944, nel corso della rappresaglia allo sciopero generale della settimana precedente. Fu portato alle Scuole Leopoldine,, a Firenze, in seguito, dalla stazione cittadina di Santa Maria Novella fu deportato nel Reich con destinazione Mauthausen, dove giunse l’11 marzo 1944, immatricolato con il n° 57427 e classificato "Schutz" – (Schutzhäftlinge). Trasferito ad Ebensee, vi morì il 14 aprile 1944. |
| 8 marzo 2022      | Piazza Vittorio Veneto, 21 43°44′07.63″N 11°01′21.99″E                                                      |                   | QUI ABITAVA ROLLA ARROSTITI NATO 1904 ARRESTATO 8.3.1944 DEPORTATO MAUTHAUSEN ASSASSINATO 21.4.1945                    | Rolla Arrostiti (Montelupo Fiorentino, 18 maggio 1904 - Mauthausen, 21 aprile 1945), piccolo industriale ceramista, coniugato con Erika Billi, due figli. Fu rastrellato ed arrestato dai militi della GNR la notte tra il 7 e l’8 marzo 1944, nel corso della rappresaglia allo sciopero generale della settimana precedente. Fu portato alle Scuole Leopoldine,, a Firenze, in seguito, dalla stazione cittadina di Santa Maria Novella fu deportato nel Reich con destinazione Mauthausen, dove giunse l’11 marzo 1944, fu immatricolato con il n° 56906 e classificato "Schutz" – (Schutzhäftlinge). Morì al campo il 21 aprile 1945. |
| 8 marzo 2022      | Via XX Settembre, 19 43°43′59.71″N 11°01′17.69″E                                                            |                   | QUI ABITAVA TOMMASO CACIALLI NATO 1890 ARRESTATO 8.3.1944 DEPORTATO MAUTHAUSEN ASSASSINATO 12.5.1944 EBENSEE           | Tommaso Cacialli (Montelupo Fiorentino, 7 maggio 1890 - Ebensee, 12 maggio 1944), antifascista, cognato di Galliano Fiorini, commerciante alimentare, del proprio negozio fece luogo di propaganda antifascista. Fu arrestato dai militi della GNR la notte tra il 7 e l’8 marzo 1944, nel corso della rappresaglia allo sciopero generale della settimana precedente. Fu portato alle Scuole Leopoldine,, a Firenze, in seguito, dalla stazione cittadina di Santa Maria Novella fu deportato nel Reich con destinazione Mauthausen, dove giunse l’11 marzo 1944, fu immatricolato con il n° 56998 e classificato "Schutz" – (Schutzhäftlinge). Trasferito nel campo di Ebensee, vi morì il 13 maggio 1944. |
| 8 marzo 2022      | Viale Umberto I, 8 43°43′56.52″N 11°01′11.19″E                                                              |                   | QUI ABITAVA GALLIANO FIORINI NATO 1896 ARRESTATO 8.3.1944 DEPORTATO MAUTHAUSEN ASSASSINATO 8.5.1944 EBENSEE            | Galliano Fiorini (Montelupo Fiorentino, 1º febbraio 1896 - Ebensee, 8 maggio 1944), magazziniere, cognato di Tommaso Cacialli, di cui stava raccogliendo informazioni nel paese, la mattina dell'’8 marzo 1944, incappò nel rastrellamento nel corso della rappresaglia allo sciopero generale della settimana precedente. Fu portato alle Scuole Leopoldine,, a Firenze, in seguito, dalla stazione cittadina di Santa Maria Novella fu deportato nel Reich con destinazione Mauthausen, dove giunse l’11 marzo 1944, fu immatricolato con il n° 57122 e classificato "Schutz" – (Schutzhäftlinge). Trasferito al campo di Ebensee, vi fu assassinato l'8 maggio 1944. |
| 8 marzo 2022      | Piazza Vittorio Veneto, 10                                                                                  |                   | QUI ABITAVA GIUSEPPE LAMI NATO 1894 ARRESTATO 8.3.1944 DEPORTATO MAUTHAUSEN ASSASSINATO 14.2.1945 EBENSEE              | Giuseppe Lami (Montelupo Fiorentino, 11 AGOSTO 1894 - Ebensee, 14 febbraio 1945), maestro elementare, coniugato, quattro figli, attivo nell'Azione Cattolica, non faceva mistero della propria avversione al fascismo: festeggiò anche la caduta di Mussolini del 2 luglio 1943 per le strade cittadine. Non sfuggì alle ritorsioni dei gerarchi fascisti locali che lo inclusero tra gli arrestati dell'8 marzo 1944, nel corso della rappresaglia allo sciopero generale della settimana precedente. Fu portato alle Scuole Leopoldine,, a Firenze, in seguito, dalla stazione cittadina di Santa Maria Novella fu deportato nel Reich con destinazione Mauthausen, dove giunse l’11 marzo 1944, fu immatricolato con il n° 57203 e classificato "Schutz" – (Schutzhäftlinge). Trasferito al campo di Ebensee, morì il 14 febbraio 1945. |
| 8 marzo 2022      | Corso Garibaldi, 55 43°44′02.45″N 11°01′16.81″E                                                             |                   | QUI ABITAVA LANZIO MANNOZZI NATO 1915 ARRESTATO 8.3.1944 DEPORTATO MAUTHAUSEN DECEDUTO 8.5.1945 EBENSEE                | Lanzio Mannozzi (Montelupo Fiorentino, 14 giugno 1915 - Ebensee, 8 maggio 1945), socialista, commesso viaggiatore. Fu prelevato dalla propria abitazione l'8 marzo 1944, nel corso della rappresaglia allo sciopero generale della settimana precedente., benché altra fosse la persona ricercata, fu portato alle Scuole Leopoldine,, a Firenze, in seguito, dalla stazione cittadina di Santa Maria Novella fu deportato nel Reich con destinazione Mauthausen, dove giunse l’11 marzo 1944, fu immatricolato con il n° 57239 e classificato "Schutz" – (Schutzhäftlinge). Il 25 marzo 1944 fu trasferito presso il sottocampo di Ebensee, vi morì l'8 maggio 1945. |
| 8 marzo 2022      | Via Baccio da Montelupo, 6                                                                                  |                   | QUI ABITAVA AMEDEO MIGLIORINI NATO 1889 ARRESTATO 8.3.1944 DEPORTATO MAUTHAUSEN ASSASSINATO 5.10.1944 SCHLOSS HARTHEIM | Amedeo Migliorini (Montelupo Fiorentino, 11 novembre 1889 - castello di Hartheim,, 8 maggio 1944), antifascista, calzolaio. La notte tra il 7 e l’8 marzo 1944 fu arrestato nel corso della rappresaglia allo sciopero generale della settimana precedente., fu portato alle Scuole Leopoldine,, a Firenze, in seguito, dalla stazione cittadina di Santa Maria Novella fu deportato nel Reich con destinazione Mauthausen, dove giunse l’11 marzo 1944, fu immatricolato con il n° 57276 e classificato "Schutz" – (Schutzhäftlinge). Morì al castello di Hartheim, l'8 maggio 1944. |
| 8 marzo 2022      | Via Marconi, 8                                                                                              |                   | QUI ABITAVA MARCELLO BARONCINI NATO 1918 ARRESTATO 8.3.1944 DEPORTATO MAUTHAUSEN ASSASSINATO 14.4.1945 EBENSEE         | Marcello Baroncini (La Spezia, 13 OTTOBRE 1918 - Ebensee, 14 aprile 1945), studente universitario, figlio di Giuseppe, medico del paese. La mattina dell'8 marzo 1944 si recò in caserma per chiedere notizie del padre che nella notte era stato prelevato dall'abitazione come altri compaesani. Egli stesso fu arrestato e portato alle Scuole Leopoldine,, a Firenze, insieme al padre e altri arrestati. In seguito, dalla stazione cittadina di Santa Maria Novella fu deportato nel Reich con destinazione Mauthausen, dove giunse l’11 marzo 1944, fu immatricolato con il n° 56929 e classificato "Schutz" – (Schutzhäftlinge). Il 25 marzo 1944 venne trasferito presso il campo di Ebensee, dove morì il 14 aprile 1945. |
| 6 marzo 2025      | Via Fonda, 67                                                                                               |                   | QUI ABITAVA ORESTE MANCIOLI NATO 1902 ARRESTATO 11.9.1943 DEPORTATO MAUTHAUSEN ASSASSINATO 26.2.1945 GUSEN             | Oreste Mancioli (Montelupo Fiorentino, 19 ottobre 1902 - Gusen, 26 febbraio 1945), agricoltore, fu arrestato a Pontedera, trasferito a Bolzano. Deportato nel Reich, giunse a Mauthausen il 7 agosto 1944, fu immatricolato con il n° 82409 e classificato "Schutz" – (Schutzhäftlinge). Morì a Gusen il 26 febbraio 1945. |

### San Casciano in Val di Pesa
Il comune di San Casciano in Val di Pesa accoglie ufficialmente 2 pietre d'inciampo; la prima è stata collocata il 10 gennaio 2018.
| Pietra d'inciampo | Pietra d'inciampo                           | Pietra d'inciampo | Pietra d'inciampo                                                                                          | Note biografiche |
| Data di posa      | Luogo di posa                               | Stolpersteine     | Incisione                                                                                                  | Note biografiche |
| ----------------- | ------------------------------------------- | ----------------- | --- | --- |
| 10 gennaio 2018   | Via Roma, 32/34 43°39′26.94″N 11°11′05.86″E |                   | QUI ABITAVA GIACOMO MODIGLIANI NATO 1891 ARRESTATO 17.10.1943 DEPORTATO FOSSOLI ASSASSINATO 1944 AUSCHWITZ | Giacomo Modigliani - (Firenze, 3 settembre 1891 - Auschwitz, ????) - Figlio di Leone e Olimpia Modigliani. Coniugato con Elena Castelli: la coppia aveva un figlio, Vittorio, nato nel 1935. La famiglia venne sfollata nel 1942 a San Casciano in Val di Pesa, per sfuggire ai bombardamenti su Firenze. A ottobre 1943 furono arrestati e carcerati a Firenze, da qui deportati a Fossoli ed infine con il convoglio 13 del 26 giugno 1944 ad Auschwitz. Il piccolo Vittorio fu ucciso all'arrivo, mentre dei genitori non si seppe più nulla. |
| 10 gennaio 2018   | Via Roma, 32/34 43°39′26.94″N 11°11′05.86″E |                   | QUI ABITAVA PAOLO STERNFELD NATO 1888 ARRESTATO 17.10.1943 DEPORTATO FOSSOLI ASSASSINATO 1944 AUSCHWITZ    | Paolo Sternfeld - (Venezia, 8 gennaio 1888 - Auschwitz, ????) - Figlio di Giacomo e di Giovanna Tedesco. Coniugato con Olga Castelli, sorella di Elena. La coppia Sternfeld sfollò a San Casciano in Val di Pesa insieme alla famiglia Modigliani. A ottobre 1943 vennero arrestati e carcerati a Firenze, da qui deportati a Fossoli ed infine con il convoglio 9 del 5 aprile 1944 ad Auschwitz. |

### Vinci
A Vinci sono presenti 8 pietre d'inciampo, tutte poste l'8 marzo 2022.
| Pietra d'inciampo | Pietra d'inciampo                                    | Pietra d'inciampo | Pietra d'inciampo | Note biografiche |
| Data di posa      | Luogo di posa                                        | Stolpersteine     | Incisione | Note biografiche |
| ----------------- | ---------------------------------------------------- | ----------------- | --- | --- |
| 8 marzo 2022      | Piazza Leonardo Da Vinci 43°47′12.89″N 10°55′34.89″E |                   | A VINCI VIVEVA GINO GIACOMELLI NATO 1904 ARRESTATO 8.3.1944 DEPORTATO MAUTHAUSEN DECEDUTO 15.5.1945 BAD ISCHL        | Gino Giacomelli (Vinci, 27 luglio 1904 - Bad Ischl, 15 maggio 1945), calzolaio, residente a Vinci, coniugato con Vera Allegri, aveva tre figli. Arrestato dai militi della GNR la notte tra il 7 e l’8 marzo 1944, nel corso della rappresaglia allo sciopero generale della settimana precedente. Fu portato alle Scuole Leopoldine,, a Firenze, in seguito, dalla stazione cittadina di Santa Maria Novella fu deportato nel Reich con destinazione Mauthausen, dove giunse l’11 marzo 1944 e fu classificato "Schutz" – (Schutzhäftlinge). Morì il 15 maggio 1945 a Bad Ischl dopo la liberazione del campo di Ebensee. |
| 8 marzo 2022      | Piazza Leonardo Da Vinci 43°47′12.89″N 10°55′34.89″E |                   | A VINCI VIVEVA RENZO GEMIGNANI NATO 1923 ARRESTATO 8.3.1944 DEPORTATO MAUTHAUSEN ASSASSINATO 28.5.1944 EBENSEE       | Renzo Gemignani (Firenze, 18 agosto 1923 - Ebensee, 28 maggio 1944), sarto, figlio di Calvino e Maria Cipollini. Fu arrestato dai militi della GNR la notte tra il 7 e l’8 marzo 1944, nel corso della rappresaglia allo sciopero generale della settimana precedente., fu portato alle Scuole Leopoldine,, a Firenze, in seguito, dalla stazione cittadina di Santa Maria Novella fu deportato nel Reich con destinazione Mauthausen, dove giunse l’11 marzo 1944, fu mmatricolato con il n° 57167 e classificato "Schutz" – (Schutzhäftlinge). Morì Il 28 maggio 1944 a Ebensee. |
| 8 marzo 2022      | Piazza Leonardo Da Vinci 43°47′12.89″N 10°55′34.89″E |                   | A VINCI VIVEVA SPARTACO FEDI NATO 1921 ARRESTATO 8.3.1944 DEPORTATO MAUTHAUSEN ASSASSINATO 29.4.1945 EBENSEE         | Spartaco Fedi (Vinci, 11 ottobre 1921 - Ebensee, 29 aprile 1945), operaio vetraio, figlio di Paolo e Maria Mancini. La mattina dell'8 marzo 1944 mentre in bicicleta si recava alla vetreria per il primo turno di lavoro fu fermato dai militi della GNR. Dalla stazione cittadina di Santa Maria Novella di Firenze fu deportato nel Reich con destinazione Mauthausen, dove giunse l’11 marzo 1944. Immatricolato col n° 57111, fu classificato "Schutz" – (Schutzhäftlinge). Morì il 29 aprile 1944 a Ebensee, dove era stato trasferito. |
| 8 marzo 2022      | Piazza Leonardo Da Vinci 43°47′12.89″N 10°55′34.89″E |                   | A VINCI VIVEVA VINICIO LORENZINI NATO 1921 ARRESTATO 8.3.1944 DEPORTATO MAUTHAUSEN ASSASSINATO 23.5.1944 EBENSEE     | Vinicio Lorenzini (Vinci, 10 aprile 1921 - Ebensee, 23 maggio 1944), studente universitario, figlio di Duilio Lorenzini e Maria Ciamperoni. Fu arrestato dai militi della GNR la notte tra il 7 e l’8 marzo 1944, nel corso della rappresaglia allo sciopero generale della settimana precedente., fu portato alle Scuole Leopoldine,, a Firenze, in seguito, dalla stazione cittadina di Santa Maria Novella fu deportato nel Reich con destinazione Mauthausen, dove giunse l’11 marzo 1944. Fu immatricolato con il n° 57214 e classificato "Schutz" – (Schutzhäftlinge), morì il 23 maggio 1944 nel campo di Ebensee, dove era stato precedentemente trasferito. |
| 8 marzo 2022      | Piazza Leonardo Da Vinci 43°47′12.89″N 10°55′34.89″E |                   | A VINCI VIVEVA ANGIOLO MASI NATO 1897 ARRESTATO 8.3.1944 DEPORTATO MAUTHAUSEN ASSASSINATO 27.10.1944 EBENSEE         | Angiolo Masi (Vinci, 11 marzo 11897 - Ebensee, 27 ottobre 1944), barbiere, comunista, figlio di Torello e Maria Cammilli. Era già stato arrestato nel 1937 per attività sospettta antifascista e frequentazione di ambienti comunisti. Fu nuovamente e definitivamente arrestato dai militi della GNR la notte tra il 7 e l’8 marzo 1944, nel corso della rappresaglia allo sciopero generale della settimana precedente., fu portato alle Scuole Leopoldine,, a Firenze, in seguito, dalla stazione cittadina di Santa Maria Novella fu deportato nel Reich con destinazione Mauthausen, dove giunse l’11 marzo 1944. Immatricolato con il n° 57254, fu classificato "Schutz" – (Schutzhäftlinge). Morì il 27 ottobre 1944 nel campo di Ebensee, dove era stato precedentemente trasferito. |
| 8 marzo 2022      | Piazza Leonardo Da Vinci 43°47′12.89″N 10°55′34.89″E |                   | A VINCI VIVEVA PIERO BASTIANI NATO 1917 ARRESTATO 8.3.1944 DEPORTATO MAUTHAUSEN ASSASSINATO 21.4.1945 GUSEN          | Piero Bastiani (Livorno, 16 agosto 1917 - Gusen, 21 aprile 1945), imbianchino, sfollato a Vinci. Fu arrestato dai militi della GNR la notte tra il 7 e l’8 marzo 1944, nel corso della rappresaglia allo sciopero generale della settimana precedente., fu portato alle Scuole Leopoldine,, a Firenze, in seguito, dalla stazione cittadina di Santa Maria Novella fu deportato nel Reich con destinazione Mauthausen, dove giunse l’11 marzo 1944. Immatricolato con il n° 56936, fu classificato "Schutz" – (Schutzhäftlinge). Il 26 aprile 1944 fu trasferito al campo di Gusen, dove morì il 21 aprile 1945. |
| 8 marzo 2022      | Piazza Leonardo Da Vinci 43°47′12.89″N 10°55′34.89″E |                   | A VINCI VIVEVA BRUNO DOMENICHINI NATO 1908 ARRESTATO 8.3.1944 DEPORTATO MAUTHAUSEN ASSASSINATO 24.4.1945             | Bruno Domenichini (Livorno, 20 gennaio 1908 - Mauthausen, 24 aprile 1945), imbianchino sfollato nel comune di Vinci. Fu arrestato dai militi della GNR la notte tra il 7 e l’8 marzo 1944, nel corso della rappresaglia allo sciopero generale della settimana precedente., fu portato alle Scuole Leopoldine,, a Firenze, in seguito, dalla stazione cittadina di Santa Maria Novella deportato nel Reich con destinazione Mauthausen, dove giunse l’11 marzo 1944. Immatricolato con il n° 57094, fu classificato "Schutz" – (Schutzhäftlinge). Morì al campo il 24 aprile 1945. |
| 8 marzo 2022      | Piazza Leonardo Da Vinci 43°47′12.89″N 10°55′34.89″E |                   | A VINCI VIVEVA FRANCESCO DOMENICHINI NATO 1900 ARRESTATO 8.3.1944 DEPORTATO MAUTHAUSEN ASSASSINATO 21.3.1945 EBENSEE | Francesco Domenichini (Livorno, 27 marzo 1900 - Ebensee, 21 marzo 1945), imbianchino sfollato a Vinci. Fu arrestato dai militi della GNR la notte tra il 7 e l’8 marzo 1944, nel corso della rappresaglia allo sciopero generale della settimana precedente., fu portato alle Scuole Leopoldine,, a Firenze, in seguito, dalla stazione cittadina di Santa Maria Novella fu deportato nel Reich con destinazione Mauthausen, dove giunse l’11 marzo 1944. Immatricolato con il n° 57095, fu classificato "Schutz" – (Schutzhäftlinge). Morì il 21 marzo 1945 nel campo di Ebensee dove era stato trasferito.. |

## Provincia di Arezzo

### Cortona
| Pietra d'inciampo | Pietra d'inciampo                             | Pietra d'inciampo | Pietra d'inciampo                                                                                               | Note biografiche |
| Data di posa      | Luogo di posa                                 | Stolpersteine     | Incisione | Note biografiche |
| ----------------- | --------------------------------------------- | ----------------- | --- | --- |
| 27 gennaio 2025   | Piazza Signorelli 43°16′30.92″N 11°59′05.57″E |                   | QUI ABITAVA RENATO MARIOTTI NATO 1922 ARRESTATO MARZO 1944 DEPORTATO MAUTHAUSEN LIBERATO EBENSEE                | Renato Mariotti (Cortona, 10 febbraio 1922 - Cortona, 19 aprile 2015), fratello di Francesco Mariotti. Mmarinaio della Regia Marina, l'armistizio dell'8 settembre 1943 lo coglie a Lussinpiccolo, un’isoletta croata di fronte a Fiume. Riesce a rientrare in Italia, raggiunge il fratello a Firenze, ma l'8 marzo 1944 incappa nel rastrellamento tedesco a seguito dello sciopero generale dei giorni precedenti. Diversamente dal fratello è rilasciato, ma non volendolo abbandonare lo segue sul treno verso una destinazione che si rivelerà essere altra dalla presunta. Mauthausen è raggiunto dopo alcuni giorni. Trasferiti entrambi a Ebensee Francesco qui trova la morte, Renato sopravvive fino alla liberazione del campo, 7 maggio 1944, da parte degli americani. Muore a Cortona il 19 aprile 2015, testimone per tutta la vita della memoria dell'orrore della deportazione nel Lager. Insignito di 2 Croci di Guerra, nominato Cavaliere della Repubblica per le sofferenze patite durante la deportazione, decorato con il Distintivo d’Onore del Ministero della Difesa e con la Medaglia d’Oro della Sezione Combattenti, Reduci e Invalidi di Guerra di Cortona. |
| 27 gennaio 2025   | Piazza Signorelli 43°16′30.92″N 11°59′05.57″E |                   | QUI ABITAVA FRANCESCO MARIOTTI NATO 1917 ARRESTATO MARZO 1944 DEPORTATO MAUTHAUSEN MORTO 24 MAGGIO 1944 EBENSEE | Francesco Mariotti (Cortona, 1 aprile 1917 - Ebensee, 24 maggio 1944), coniugato con tre figli, stabilitosi a Firenze, dopo l'armistizio dell'8 settembre 1943 è raggiunto dal fratello Renato, ma l'8 marzo 1944 incappano nel rastrellamento tedesco a seguito dello sciopero generale dei giorni precedenti. Il fratello Renato è rilasciato, Francesco sprovvisto di documenti è trattenuto e destinato, a sua insaputa, al lavoro coatto nel Reich. Il fratello volontariamente non lo abbandona, entrambi sono internati a Mauthausen prima, quindi trasferiti a Ebensee, dove Francesco trova la morte il 24 maggio 1944. Renato sopravvive e alla liberazione del campo rientra a Cortona. |

## Provincia di Grosseto

### Grosseto
La città di Grosseto accoglie ufficialmente 3 pietre d'inciampo.
| Pietra d'inciampo | Pietra d'inciampo                                          | Pietra d'inciampo | Pietra d'inciampo                                                                                         | Note biografiche |
| Data di posa      | Luogo di posa                                              | Stolpersteine     | Incisione                                                                                                 | Note biografiche |
| ----------------- | ---------------------------------------------------------- | ----------------- | --- | --- |
| 13 gennaio 2017   | Piazza del Duomo davanti Municipio 42°45′36.5″N 11°06′49″E |                   | A GROSSETO ABITAVA ALBO BELLUCCI NATO 1907 ARRESTATO 1943 DEPORTATO 1944 GUSEN ASSASSINATO 22.4.1945      | Albo Bellucci (Orbetello, 10 agosto 1907 - Gusen, 22 aprile 1945), partigiano, commesso presso il Tribunale di Grosseto. Dal 1935 partecipò all'attività antifascista della locale cellula comunista, come conseguenza fu diffidato in più occasioni dall'autorità fascista, subì le aggressioni violente delle squadracce, perse il lavoro, ma non rinunciò all'attività clandestina. In seguito a delazione nel febbraio 1942 fu arrestato e condannato ad un anno di esilio. Immediatamente dopo l'armistizio dell'8 settembre 1943 si impegnò attivamente nelle file della Resistenza insieme agli amici Antonio Meocci e Giuseppe Scopetani. Fu componente del CLN provinciale fino allo smantellamento dell'organizzazione ad opera dei militi della GNR con l'arresto, a Paganico di Albo e compagni il 26 novembre 1943. Dal carcere di Siena, fu trasferito a quello di Parma prima della deportazione, a inizio 1944, nel Reich con destinazione Mauthausen. Morì nel sottocampo di Gusen il 22 aprile 1945. |
| 13 gennaio 2017   | Piazza del Duomo davanti Municipio 42°45′36.5″N 11°06′49″E |                   | A GROSSETO ABITAVA ITALO RAGNI NATO 1900 ARRESTATO 1939 DEPORTATO GUSEN ASSASSINATO 6.5.1941 MAUTHAUSEN   | Italo Ragni (Campagnatico, 4 giugno 1900 - Mauthausen, 6 maggio 1941), anarchico, a 19 anni ebbe la prima denuncia come sovversivo. Nell'aprile del 1924 si rifugiò in Francia, nel 1927 fu arrestato a Lione e processato, ma assolto per insufficienza di prove. Espulso nel 1928, si trasferì in Belgio, da dove venne egualmente espulso ed accompagnato alla frontiera tedesca. Rientrò in Francia, dove fu sottoposto a varie misure di sorveglianza anche su richiesta dell'OVRA, la polizia politica italiana. Nel 1937 fu volontario in Spagna a combattere per la repubblica. Nel 1939 fu internato a Gurs con migliaia di altri volontari delle Brigate Internazionali. Prelevato dai nazisti dopo l'occupazione della Francia, fu deportato a Mauthausen, dove morì il 6 maggio 1941. |
| 13 gennaio 2017   | Piazza del Duomo davanti Municipio 42°45′36.5″N 11°06′49″E |                   | A GROSSETO ABITAVA GIUSEPPE SCOPETANI NATO 1904 ARRESTATO 1943 DEPORTATO 1944 GUSEN ASSASSINATO 18.2.1945 | Giuseppe Scopetani (Grosseto, 20 novembre 1904 - Gusen, 18 febbraio 1945), tipografo, figlio di Italo e Isola Pomarani, coniugato, aveva un figlio. Di idee repubblicane entrò nel PCd'I, frequentò Raffaello Bellucci, presso il quale si impiegò come assicuratore. Attivo nella propaganda antifascista, dopo l'armistizio dell'8 settembre 1943 prese parte all'attività del CLN provinciale insieme a Raffaello e Albo Bellucci, Tullio Mazzoncini, Antonio Meocci. Sfollato con la famiglia a Scansano presso i suoceri, fu convocato dall'autorità in caserma, onde evitare rappresaglie ai familiari, non fuggì, si consegnò e fu arrestato. Come e con i compagni fu incarcerato prima a Siena, poi Parma e infine fu deportato nel Reich con destinazione Mauthausen, dove arrivò tra il 24 e il 27 giugno 1944. Matricola 76572, morì nel sottocampo di Gusen il 18 febbraio 1945. A Grosseto, una via porta il suo nome.                                                                                   |

### Magliano in Toscana
Il comune di Magliano in Toscana accoglie ufficialmente 1 pietra d'inciampo, collocata il 9 gennaio 2018.

La Pietra d'Inciampo di Magliano in Toscana, così come quelle posate a Grosseto nel gennaio 2017, è espressione del progetto “Cantieri della memoria”, nato con lo scopo di legare storia e memoria del territorio all’arte.
| Pietra d'inciampo | Pietra d'inciampo                 | Pietra d'inciampo | Pietra d'inciampo                                                                          | Note biografiche |
| Data di posa      | Luogo di posa                     | Stolpersteine     | Incisione                                                                                  | Note biografiche |
| ----------------- | --------------------------------- | ----------------- | ------------------------------------------------------------------------------------------ | --- |
| 9 gennaio 2018    | Campospillo 42°36′45″N 11°17′11″E |                   | QUI FU ARRESTATO 26.11.1943 TULLIO MAZZONCINI NATO 1906 DEPORTATO 1944 MAUTHAUSEN LIBERATO | Tullio Mazzoncini - (Viareggio, 8 agosto 1906 - 1996). Era antifascista, partigiano comunista e membro del Comitato militare clandestino di Campospillo. Alla fine del novembre 1943 squadristi locali e militi della MVSN perquisirono la sua fattoria trovandovi armi e munizioni per l'attività partigiana. Furono arrestati Albo Bellucci, Tullio Mazzoncini e Giuseppe Scopetani. Essendo il proprietario, Mazzoncini fu accusato come “capo costituendo partito comunista“ e fu deportato al campo di concentramento di Mauthausen. Sopravvisse, fu liberato dagli alleati e tornò in patria. |

## Provincia di Livorno

### Livorno
La città di Livorno accoglie 32 pietre d'inciampo, la prima delle quali è stata collocata il 17 gennaio 2013.
| Pietra d'inciampo | Pietra d'inciampo                                    | Pietra d'inciampo                                                                                               | Pietra d'inciampo | Note biografiche |
| Data di posa      | Luogo di posa                                        | Stolpersteine                                                                                                   | Incisione | Note biografiche |
| ----------------- | ---------------------------------------------------- | --- | --- | --- |
| 17 gennaio 2013   | Via Fiume, 2 43°33′04.16″N 10°18′29.63″E             | | QUI ABITAVA FRANCA BARUCH NATA 1943 ARRESTATA 20.12.1943 GABBRO (LI) DEPORTATA AUSCHWITZ ASSASSINATA 26.2.1944          | Franca Baruch - (Livorno, 19 marzo 1943 - Auschwitz, 26 febbraio 1944). Franca Baruch, bambina di appena nove mesi, fu arrestata con la madre Camelia Nahoum. Il padre Raffaello fu arrestato un mese più tardi. Deportati a Fossoli, da qui il 22 febbraio 1944 furono inviati ad Auschwitz con il convoglio n. 8. Franca fu uccisa all'arrivo. Il padre fu assassinato il 16 settembre 1944, la madre il 18 gennaio 1945. |
| 17 gennaio 2013   | Via Cassuto, 1 43°32′55.41″N 10°18′35.75″E           | | QUI ABITAVA PERLA BENIACAR NATA 1935 ARRESTATA 25.1.1944 BORGO A BUGGIANO DEPORTATA AUSCHWITZ ASSASSINATA 26.2.1944     | Perla Beniacar - (Livorno, 19 giugno 1935 - Auschwitz, 26 febbraio 1944). Ultima figlia della famiglia di Moise Beniacar e Estrea Levi. Con i genitori e i fratelli, Matilde, Bulissa Luisa e Giacobbe Giacomo, fu arrestata il 25 gennaio 1944. Carcerati a Pistoia, dopo pochi giorni furono inviati a Fossoli. Da qui il 22 febbraio 1944 furono tutti deportati ad Auschwitz con il convoglio n. 8. Matilde riuscì a sopravvivere, il padre venne assassinato il 5 maggio 1944: Perla, gli altri fratelli e la madre furono uccisi all'arrivo. |
| 17 gennaio 2013   | Via Verdi 101 43°32′45.01″N 10°18′31.97″E            | | QUI ABITAVA RAFFAELLO MENASCI NATO 1896 ARRESTATO 16.10.1943 ROMA DEPORTATO AUSCHWITZ MORTO 1944 VARSAVIA               | Raffaello Menasci - (Livorno, 11 febbraio 1896 - Varsavia, 1944), figlio di Enrico Menasci (1860) e Irma Rignani, fu professore di patologia speciale presso l’Università di Pisa. A seguito delle leggi razziali perse la cattedra, ma continuò a vivere a Livorno. A seguito del bombardamento del 28 maggio 1943, con la moglie, Piera Rossi, ed il figlio Enrico Menasci (1931), si trasferì da parenti a Roma. La famiglia cadde nel rastrellamento del ghetto romano del 16 ottobre 1943. Il figlio Enrico non voleva staccarsi dal padre: sarà ucciso all'arrivo ad Auschwitz.. Ad Enrico Menasci (1860), genitore di Raffaello, nonno di Enrico, è stata dedicata e posata una pietra d'inciampo a Lamporecchio nel 2022. |
| 17 gennaio 2013   | Via Verdi 101 43°32′45.01″N 10°18′31.97″E            | | QUI ABITAVA ENRICO MENASCI NATO 1931 ARRESTATO 16.10.1943 ROMA DEPORTATO AUSCHWITZ ASSASSINATO 6.2.1944                 | Enrico Menasci (Livorno, 27 marzo 1931 - Auschwitz, 23 ottobre 1943), figlio di Raffaello Menasci. |
| 14 Gennaio 2014   | Via della Posta, 9 43°33′10.09″N 10°18′34.53″E       | | QUI ABITAVA ISACCO BAYONA NATO 1926 ARRESTATO 20.12.1943 DEPORTATO AUSCHWITZ SOPRAVVISSUTO                              | Isacco Bayona - (Salonicco, 21 luglio 1926 - Livorno, 14 novembre 2013). Figlio di Raffaele e Diamante Jacob. Fu arrestato con la madre, il fratello Carlo e le sorelle, Dora e Lucia al Gabbro (LI) il 20 dicembre 1943. Deportati ad Auschwitz, con il convoglio n. 6 del 30 gennaio 1944 da Milano, la madre e le due sorelle furono uccise immediatamente dopo l'arrivo. Carlo venne assassinato il 17 marzo 1945. Isacco fu liberato il 27 gennaio 1945 e sarà testimone della Shoah. |
| 14 Gennaio 2014   | Via Chiarini, 2 43°32′55.63″N 10°18′27.93″E          | | QUI ABITAVA FRIDA MISUL NATA 1919 ARRESTATA 1.4.1944 DEPORTATA AUSCHWITZ SOPRAVVISSUTA                                  | Frida Misul - (Livorno, 3 novembre 1919 – Livorno, 20 aprile 1992). Cantante lirica. |
| 16 gennaio 2015   | Via della Coroncina, 16 43°33′03.61″N 10°18′44.91″E  | | QUI ABITAVA DINO BUENO NATO 1922 ARRESTATO 8.12.1943 DEPORTATO AUSCHWITZ ASSASSINATO                                    | Dino Bueno - (Livorno, 12 luglio 1922 - Auschwitz, ????) Dina Bona Attal Bueno - (Livorno, 1 ottobre 1899 - Auschwitz, 6 febbraio 1944). Madre e figlio furono arrestati a Marlia (LU) l'8 dicembre 1943, furono detenuti prima a Bagni di Lucca e poi a San Vittore a Milano. Da qui vennero deportati ad Auschwitz con il convoglio n. 6 del 30 gennaio 1944. La madre Dina Bona Bueno fu uccisa all'arrivo, Dino Bueno morì in data ignota. |
| 16 gennaio 2015   | Via della Coroncina, 16 43°33′03.61″N 10°18′44.91″E  | QUI ABITAVA DINA BONA ATTAL NATA 1899 ARRESTATA 8.12.1943 DEPORTATA AUSCHWITZ ASSASSINATA 6.2.1944 rowspan=""\| | | Dino Bueno - (Livorno, 12 luglio 1922 - Auschwitz, ????) Dina Bona Attal Bueno - (Livorno, 1 ottobre 1899 - Auschwitz, 6 febbraio 1944). Madre e figlio furono arrestati a Marlia (LU) l'8 dicembre 1943, furono detenuti prima a Bagni di Lucca e poi a San Vittore a Milano. Da qui vennero deportati ad Auschwitz con il convoglio n. 6 del 30 gennaio 1944. La madre Dina Bona Bueno fu uccisa all'arrivo, Dino Bueno morì in data ignota. |
| 13 gennaio 2017   | Via Fagiuoli, 6 43°32′57.93″N 10°18′52.26″E          | | QUI ABITAVA IVO RABÀ NATO 1919 ARRESTATO 2.2.1944 DEPORTATO 1944 ASSASSINATO 1945                                       | Ivo Rabà - (Livorno, 9 maggio 1919 - Auschwitz, 18 gennaio 1945). Era figlio di Alfredo Leone Rabà e Ada Cava. Aveva almeno un fratello minore, Vasco Rabà (nato il 10 aprile 1923 a Livorno). Fu arrestato insieme al fratello a Casoli di Camaiore (Lucca) il 2 febbraio 1944. I due giovanotti furono detenuti prima nel carcere di Lucca, poi nel campo di transito di Fossoli. Da lì furono deportati nel campo di sterminio di Auschwitz con il convoglio n. 13, partito da Fossoli il 26 giugno 1944. Il treno giunse a destinazione il 30 giugno 1944. Non sono sopravvissuti alla Shoah. Vasco Rabà fu assassinato dal regime nazista il 31 dicembre 1944 ed Ivo Rabà il 18 gennaio. |
| 13 gennaio 2017   | Via Strozzi 3 43°33′08.82″N 110°18′24.98″E           | | QUI ABITAVA NISSIM LEVI NATO 1928 ARRESTATO 18.12.1943 DEPORTATO 1944 AUSCHWITZ LIBERATO                                | Elio Nissim Levi - (Torino, 14 agosto 1928 - ????, ????) Figlio di Abramo e Rosa Adut, viene arrestato con tutta la famiglia il 18 dicembre 1943 e ne segue la sorte. Con la madre e i due fratelli viene liberato e rientra in Italia. Le Pietre d'Inciampo intitolate agli altri membri della famiglia sono state posate l'8 gennaio 2020. |
| 10 gennaio 2018   | Via Cassuto, 1 43°32′55.41″N 10°18′35.75″E           | | QUI ABITAVA MATILDE BENIACAR NATA 1926 ARRESTATA 25.1.1944 BORGO A BUGGIANO DEPORTATA AUSCHWITZ LIBERATA                | Matilde Beniacar - (Smirne, 18 gennaio 1926 - Cecina, 19 dicembre 2016). Figlia maggiore di Moise Beniacar e Estrea Levi, è l'unica che sopravvive alla deportazione. In una testimonianza ricorda il momento della separazione ad Auschwitz: “Perla era una bambina intelligente, vedeste com’era bella … aveva tutti i boccoli sul viso. Le piaceva tanto andare a scuola. Mi ricordo che quando siamo arrivati al campo e ci hanno diviso, Perla e Giacomo mi corsero incontro…mi venivano dietro…non volevano che soffrissi da sola, ma ci hanno separato e quella è l'ultima volta che li ho visti". |
| 8 gennaio 2020    | Via del Mare 2 43°30′59.97″N 10°19′03.02″E           | | QUI ABITAVA PIERA GALLETTI GENAZZANI NATA 1902 ARRESTATA 31.12.1943 DEPORTATA AUSCHWITZ ASSASSINATA 6.2.1944            | Piera Galletti Genazzani - (Firenze, 25 agosto 1902 - Auschwitz, 6 febbraio 1944). Lia Genazzani - (Firenze, 19 dicembre 1924 - Auschwitz, 31 agosto 1944). Madre e figlia sono arrestate alla frontiera italo-svizzera e carcerate prima a Varese e quindi a S. Vittore. Deportate da Milano il 30 gennaio 1944 con il convoglio n. 6, Piera Galletti è uccisa all'arrivo ad Auschwitz, la figlia Lia è assassinata pochi mesi più tardi. |
| 8 gennaio 2020    | Via del Mare 2 43°30′59.97″N 10°19′03.02″E           | QUI ABITAVA LIA GENAZZANI NATA 1924 ARRESTATA 31.12.1943 DEPORTATA AUSCHWITZ ASSASSINATA 31.8.1944 rowspan=""\| | | Piera Galletti Genazzani - (Firenze, 25 agosto 1902 - Auschwitz, 6 febbraio 1944). Lia Genazzani - (Firenze, 19 dicembre 1924 - Auschwitz, 31 agosto 1944). Madre e figlia sono arrestate alla frontiera italo-svizzera e carcerate prima a Varese e quindi a S. Vittore. Deportate da Milano il 30 gennaio 1944 con il convoglio n. 6, Piera Galletti è uccisa all'arrivo ad Auschwitz, la figlia Lia è assassinata pochi mesi più tardi. |
| 8 gennaio 2020    | Via Strozzi 9 43°33′08.56″N 10°18′23.34″E            | | QUI ABITAVA ABRAMO LEVI NATO 1903 ARRESTATO 18.12.1943 DEPORTATO AUSCHWITZ ASSASSINATO GEN.1945 BERGEN-BELSEN           | Abramo Levi - (Smirne, 22 maggio 1903 - Bergen-Belsen, gennaio 1945) Rosa Adut - (Smirne, 1 giugno 1900 - ????, ????) Selma Levi - (Smirne, 19 giugno 1924 - ????, ????) Mario Moisè Levi - (Smirne, 13 marzo 1927 - ????, ????) La famiglia di Abramo Levi, come altre famiglie di origine turca, alla fine degli anni '20 lasciò la terra di origine a causa delle persecuzioni messe in atto dal regime locale, e ritenne di rifugiarsi in Italia, dove poté vivere indisturbata per un decennio. Nel 1938 le leggi razziali fasciste misero in pericolo la famiglia stessa. Rifugiatisi a Guasticce, con i genitori e i tre figli, furono arrestati il 18 dicembre 1943. Carcerati a Pisa, furono deportati dapprima al campo di transito di Fossoli e da qui il 16 maggio 1944, con il convoglio 10, ad Auschwitz. Tutta la famiglia supera la selezione, ma il padre, Abramo, muore il 31 dicembre 1944. La madre Rosa, ed i tre figli, Selma, Mario Moisè ed Elio Nissim, vennero liberati e fecero ritorno in Italia. |
| 8 gennaio 2020    | Via Strozzi 9 43°33′08.56″N 10°18′23.34″E            | QUI ABITAVA ROSA ADUT NATA 1900 ARRESTATA 18.12.1943 DEPORTATA AUSCHWITZ RAVENSBRÜCK LIBERATA rowspan=""\|      | | Abramo Levi - (Smirne, 22 maggio 1903 - Bergen-Belsen, gennaio 1945) Rosa Adut - (Smirne, 1 giugno 1900 - ????, ????) Selma Levi - (Smirne, 19 giugno 1924 - ????, ????) Mario Moisè Levi - (Smirne, 13 marzo 1927 - ????, ????) La famiglia di Abramo Levi, come altre famiglie di origine turca, alla fine degli anni '20 lasciò la terra di origine a causa delle persecuzioni messe in atto dal regime locale, e ritenne di rifugiarsi in Italia, dove poté vivere indisturbata per un decennio. Nel 1938 le leggi razziali fasciste misero in pericolo la famiglia stessa. Rifugiatisi a Guasticce, con i genitori e i tre figli, furono arrestati il 18 dicembre 1943. Carcerati a Pisa, furono deportati dapprima al campo di transito di Fossoli e da qui il 16 maggio 1944, con il convoglio 10, ad Auschwitz. Tutta la famiglia supera la selezione, ma il padre, Abramo, muore il 31 dicembre 1944. La madre Rosa, ed i tre figli, Selma, Mario Moisè ed Elio Nissim, vennero liberati e fecero ritorno in Italia. |
| 8 gennaio 2020    | Via Strozzi 9 43°33′08.56″N 10°18′23.34″E            | QUI ABITAVA SELMA LEVI NATA 1924 ARRESTATA 18.12.1943 DEPORTATA AUSCHWITZ RAVENSBRÜCK LIBERATA rowspan=""\|     | | Abramo Levi - (Smirne, 22 maggio 1903 - Bergen-Belsen, gennaio 1945) Rosa Adut - (Smirne, 1 giugno 1900 - ????, ????) Selma Levi - (Smirne, 19 giugno 1924 - ????, ????) Mario Moisè Levi - (Smirne, 13 marzo 1927 - ????, ????) La famiglia di Abramo Levi, come altre famiglie di origine turca, alla fine degli anni '20 lasciò la terra di origine a causa delle persecuzioni messe in atto dal regime locale, e ritenne di rifugiarsi in Italia, dove poté vivere indisturbata per un decennio. Nel 1938 le leggi razziali fasciste misero in pericolo la famiglia stessa. Rifugiatisi a Guasticce, con i genitori e i tre figli, furono arrestati il 18 dicembre 1943. Carcerati a Pisa, furono deportati dapprima al campo di transito di Fossoli e da qui il 16 maggio 1944, con il convoglio 10, ad Auschwitz. Tutta la famiglia supera la selezione, ma il padre, Abramo, muore il 31 dicembre 1944. La madre Rosa, ed i tre figli, Selma, Mario Moisè ed Elio Nissim, vennero liberati e fecero ritorno in Italia. |
| 8 gennaio 2020    | Via Strozzi 9 43°33′08.56″N 10°18′23.34″E            | QUI ABITAVA MARIO MOISE' LEVI NATO 1927 ARRESTATO 18.12.1943 DEPORTATO AUSCHWITZ LIBERATO rowspan=""\|          | | Abramo Levi - (Smirne, 22 maggio 1903 - Bergen-Belsen, gennaio 1945) Rosa Adut - (Smirne, 1 giugno 1900 - ????, ????) Selma Levi - (Smirne, 19 giugno 1924 - ????, ????) Mario Moisè Levi - (Smirne, 13 marzo 1927 - ????, ????) La famiglia di Abramo Levi, come altre famiglie di origine turca, alla fine degli anni '20 lasciò la terra di origine a causa delle persecuzioni messe in atto dal regime locale, e ritenne di rifugiarsi in Italia, dove poté vivere indisturbata per un decennio. Nel 1938 le leggi razziali fasciste misero in pericolo la famiglia stessa. Rifugiatisi a Guasticce, con i genitori e i tre figli, furono arrestati il 18 dicembre 1943. Carcerati a Pisa, furono deportati dapprima al campo di transito di Fossoli e da qui il 16 maggio 1944, con il convoglio 10, ad Auschwitz. Tutta la famiglia supera la selezione, ma il padre, Abramo, muore il 31 dicembre 1944. La madre Rosa, ed i tre figli, Selma, Mario Moisè ed Elio Nissim, vennero liberati e fecero ritorno in Italia. |
| 26 gennaio 2021   | Via Giuseppe Verdi, 25 43°32′46.79″N 10°18′37.69″E   | | GIGLIOLA FINZI NATA 19.2.1944 ARRESTATA 19.2.1944 INTERNATA FOSSOLI DEPORTATA 16.5.1944 AUSCHWITZ ASSASSINATA 23.5.1944 | |
| 26 gennaio 2022   | Via San Francesco, 32 43°32′55.61″N 10°18′21.31″E    | | QUI ABITAVA ADA ATTAL NATA 1896 ARRESTATA 1.4.1944 DEPORTATA AUSCHWITZ ASSASSINATA                                      | |
| 26 gennaio 2022   | Via San Francesco, 32 43°32′55.61″N 10°18′21.31″E    | QUI ABITAVA BENITO ATTAL NATO 1934 ARRESTATO 1.4.1944 DEPORTATO AUSCHWITZ ASSASSINATO 23.5.1944                 | | |
| 27 gennaio 2023   | Via Enrico Bartelloni, 1 43°33′00.94″N 10°18′41.04″E | | QUI ABITAVA MARIO COZZOLINI NATO 1924 DEPORTATO 19.2.1944 DACHAU LIBERATO                                               | |
| 23 gennaio 2024   | Via Fagiuoli, 5 43°32′56.02″N 10°18′52.82″E          | | QUI ABITAVA LILIANA ARCHIVOLTI NATA 1923 ARRESTATA 1.4.1944 DEPORTATA AUSCHWITZ ASSASSINATA 28.9.1944                   | Liliana Archivolti Maestra dell'orfanotrofio israelitico di Sassetta, cerca rifugio presso i genitori sfollati a Monteverdi Marittimo, ma il 1º aprile 1944 viene qui arrestata insieme alla madre (il padre verrà invece risparmiato) e dopo essere trasferita prima nel carcare di Pisa, poi nel campo di concentramento di Fossoli, con il convoglio n. 10 del 16 maggio 1944 viene infine deportata ad Auschwitz, dove verrà assassinata il 28 settembre 1944. |
| 23 gennaio 2024   | Via Fagiuoli, 5 43°32′56.02″N 10°18′52.82″E          | | QUI ABITAVA ELENA GIULIA DELLA TORRE NATA 1885 ARRESTATA 1.4.1944 DEPORTATA AUSCHWITZ ASSASSINATA 23.5.1944             | Elena Gina della Torre (il secondo nome corretto dovrebbe essere Gina e non Giulia come riportato sulla pietra d'inciampo) (1885 - Auschwitz, 23 maggio 1944) Madre di Liliana Archivolti |
| 28 gennaio 2025   | Via Pellettier, 20 43°33′17.99″N 10°18′50.88″E       | | QUI ABITAVA ABRAMO LEVI NATO 1903 ARRESTATO 20.11.1943 DEPORTATO AUSCHWITZ ASSASSINATO 31.12.1944                       | Abramo Levi (Aydin , 4 ottobre 1903 - Auschwitz, 31 dicembre 1944), figlio di Mordechai e Ester Miles, coniugato con Amelia Caden Bardavid, genitore di Aldo, Angelo Giacomo, Elios Natale, Carlo Levi. Arrestato a Livorno il 20 novembre 1943, deportato il 6 dicembre ad Auschwitz, vi giunge l'11 dicembre, matricola 168006, assassinato il 31 dicembre 1944. Nessuno della sua famiglia sopravvive alla Shoah. |
| 28 gennaio 2025   | Via Pellettier, 20 43°33′17.99″N 10°18′50.88″E       | | QUI ABITAVA ANGELO GIACOMO LEVI NATO 1929 ARRESTATO 17.12.1943 DEPORTATO AUSCHWITZ ASSASSINATO 6.2.1944                 | Angelo Giacomo Levi (Livorno, 11 marzo 1929 - Auschwitz, 6 febbraio 1944), figlio di Abramo e Amelia Caden Bardavid, fratello di Aldo, Elios Natale, Carlo. Arrestato a Seravezza il 17 dicembre 1943 insieme alla madre e ai fratelli, dal carcere di Milano è deportato nel Reich con destinazione Auschwitz, dove giunge il 6 febbraio 1944. Come tutta la sua famiglia non sopravvive alla Shoah. |
| 28 gennaio 2025   | Via Pellettier, 20 43°33′17.99″N 10°18′50.88″E       | | QUI ABITAVA AMELIA CADEN BARDAVID NATA 1902 ARRESTATA 17.12.1943 DEPORTATA AUSCHWITZ ASSASSINATA 1944                   | Amelia Caden Bardavid (Smirne, 12 marzo 1902 - Auschwitz, 1944), figlia di Nathan e Sciaula Dori Boccara, sorella di Ester Bardavid, coniugata con Abramo Levi genitore di Aldo, Angelo Giacomo, Elios Natale, Carlo Levi. Arrestata a Seravezza il 17 dicembre 1943 insieme alla madre, alla sorella e ai figli, dal carcere di Milano sono tutti deportati nel Reich con destinazione Auschwitz, dove giungono il 6 febbraio 1944. Come tutta la sua famiglia non sopravvive alla Shoah. |
| 28 gennaio 2025   | Via Pellettier, 20 43°33′17.99″N 10°18′50.88″E       | | QUI ABITAVA NATALE ELIOS LEVI NATO 1930 ARRESTATO 17.12.1943 DEPORTATO AUSCHWITZ ASSASSINATO 6.2.1944                   | Natale Elios Levi (Livorno, 1º ottobre 1930 - Auschwitz, 6 febbraio 1944), figlio di Abramo e Amelia Caden Bardavid, fratello di Aldo, Angelo Giacomo, Carlo. Arrestato a Seravezza il 17 dicembre 1943 insieme alla madre ed i fratelli, dal carcere di Milano è deportato nel Reich con destinazione Auschwitz, dove giunge il 6 febbraio 1944. Come tutta la sua famiglia non sopravvive alla Shoah. |
| 28 gennaio 2025   | Via Pellettier, 20 43°33′17.99″N 10°18′50.88″E       | | QUI ABITAVA ESTER BARDAVID NATA 1904 ARRESTATA 17.12.1943 DEPORTATA AUSCHWITZ ASSASSINATA                               | Ester Bardavid (Smirne, 15 luglio 1904 - Auschwitz, 1944), figlia di Nathan e Sciaula Dori Boccara, sorella di Amelia Caden Bardavid. Arrestata a Seravezza il 17 dicembre 1943 insieme alla madre, sorella e ai di lei figli, dal carcere di Milano sono tutti deportati nel Reich con destinazione Auschwitz, dove giungono il 6 febbraio 1944. Come tutta la sua famiglia non sopravvive alla Shoah. |
| 28 gennaio 2025   | Via Pellettier, 20 43°33′17.99″N 10°18′50.88″E       | | QUI ABITAVA ALDO LEVI NATO 1934 ARRESTATO 17.12.1943 DEPORTATO AUSCHWITZ ASSASSINATO 6.2.1944                           | Aldo Levi (Livorno, 12 ottobre 1934 - Auschwitz, 6 febbraio 1944), figlio di Abramo e Amelia Caden Bardavid, fratello di Elios Natale, Angelo Giacomo, Carlo. Arrestato a Seravezza il 17 dicembre 1943 insieme alla madre e ai fratelli, dal carcere di Milano è deportato nel Reich con destinazione Auschwitz, dove giunge il 6 febbraio 1944. Come tutta la sua famiglia non sopravvive alla Shoah. |
| 28 gennaio 2025   | Via Pellettier, 20 43°33′17.99″N 10°18′50.88″E       | | QUI ABITAVA SCIAULA DORI BOCCARA NATA 1884 ARRESTATA 17.12.1943 DEPORTATA AUSCHWITZ ASSASSINATA 6.2.1944                | Sciaula Dori Boccara (Smirne, 11 luglio 1884 - Auschwitz, 1944), figlia di David e Rachele Berdoval, coniugata con Nathan Bardavid, madre di Amelia Caden e Ester Bardavid. Arrestata a Seravezza il 17 dicembre 1943 insieme alle figlie, e ai nipoti, dal carcere di Milano sono tutti deportati nel Reich con destinazione Auschwitz, dove giungono il 6 febbraio 1944. Come tutta la sua famiglia non sopravvive alla Shoah. |
| 28 gennaio 2025   | Via Pellettier, 20 43°33′17.99″N 10°18′50.88″E       | | QUI ABITAVA CARLO LEVI NATO 1938 ARRESTATO 17.12.1943 DEPORTATO AUSCHWITZ ASSASSINATO 6.2.1944                          | Carlo Levi (Livorno, 7 gennaio 1938 - Auschwitz, 6 febbraio 1944), figlio di Abramo e Amelia Caden Bardavid, fratello di Elios Natale, Angelo Giacomo, Aldo. Arrestato a Seravezza il 17 dicembre 1943 insieme alla madre e ai fratelli, dal carcere di Milano è deportato nel Reich con destinazione Auschwitz, dove giunge il 6 febbraio 1944. Come tutta la sua famiglia non sopravvive alla Shoah. |
| 28 gennaio 2025   | Borgo Cappuccini, 53 43°32′43.41″N 10°18′20.19″E     | | QUI ABITAVA NELLA CORINNA COEN NATA 1881 ARRESTATA 31.5.1944 DEPORTATA AUSCHWITZ ASSASSINATA 1944                       | Nella Corinna Coen (Livorno, 13 marzo 1881 - Auschwitz, 1944), figlia di Dario Coen e Emma Sarfatti, coniugata con Remigio Sussi. Arrestata il 31 maggio 1944 a Opatija, (Fiume) internata alla Risiera di San Sabba, quindi deportata nel Reich con destinazione Auschwitz. Non sopravvive alla Shoah. |

## Provincia di Lucca

### Lucca
La città di Lucca accoglie 6 pietre d'inciampo, collocate tra 2019 e 2022. È inoltre presente la prima "soglia d'inciampo" collocata in Italia, posta il 9 gennaio 2020.
La Soglia d'Inciampo è un blocco di pietra avente altezza e larghezza eguale alla Pietra d'Inciampo (10 cm), ma lunghezza sino a 100 cm: viene posta nel marciapiede all'ingresso di un edificio all'interno del quale la persecuzione nazi-fascista fu particolarmente feroce.
| Pietra d'inciampo | Pietra d'inciampo                                                   | Pietra d'inciampo | Pietra d'inciampo | Note biografiche |
| Data di posa      | Luogo di posa                                                       | Stolpersteine     | Incisione | Note biografiche |
| ----------------- | ------------------------------------------------------------------- | ----------------- | --- | --- |
| 18 gennaio 2019   | via Pisana ang. via Guami 43°50′30.97″N 10°29′15.98″E               |                   | QUI ABITAVA ELIA SIMONI NATO 1919 INTERNATO MILITARE ARRESTATO 1944 LIBERATO | Elia Simoni - (Fagnano, 1919 - Lucca, 2015) - Richiamato alla leva militare nel 1938, è aviere nella R. Aeronautica Italiana. Dopo l'8 settembre rifiuta di aderire alla Repubblica di Salò e viene internato in Germania, destinato al lavoro coatto. Dopo la Liberazione ritorna al suo banco di macellaio. |
| 9 gennaio 2020    | Via Santa Chiara, 8 43°50′37.42″N 10°30′39.12″E                     |                   | PIA CASA DI BENEFICENZA 1944 STRAPPATI DALLE CASE FURONO QUI CONCENTRATI DAI NAZISTI COMPLICI I FASCISTI MIGLIAIA DI UOMINI POI COSTRETTI AL LAVORO COATTO NEL REICH FATICA-FAME-MALATTIE-SOFFERENZE MOLTI NON TORNARONO | Pia casa di beneficenza. - Antico convento, nel XIX secolo divenne punto di accoglienza per orfani e bambini abbandonati. Nell'inverno 1943-44 è requisito dall'occupante tedesco ed adibito a punto di raccolta per quanti, rastrellati in Lucchesia e Versilia, erano destinati al lavoro coatto in Germania. Nel periodo tra il 23 giugno 1944 ed il 1º settembre 1944, circa 70.000 persone passarono per la "Pia Casa di Beneficenza". Attualmente il complesso è adibito ad Auditorium cittadino e Casa di Riposo per anziani. |
| 26 gennaio 2021   | Via della Stufa                                                     |                   | QUI ABITAVA ILARIA LASCAR NATA 1883 DEPORTATA 30.1.1944 AUSCHWITZ ASSASSINATA 6.2.1944 | Ilaria Lascar (???, 1883 – Auschwitz, 6 febbraio 1944), madre di Angela Ferrari con la quale condividerà il tragico destino della deportazione. |
| 26 gennaio 2021   | Via della Stufa                                                     |                   | QUI ABITAVA ANGELA FERRARI NATA 1917 DEPORTATA 30.1.1944 ASSASSINATA DURANTE TRASPORTO AD AUSCHWITZ | Angela Ferrari (???, 1917 - ???, 1944), figlia di Ilaria Lascar, subisce la deportazione con destinazione Auschwitz, ma muore durante il trasporto. |
| 28 gennaio 2021   | Via del Burlamacco, 6 ingresso ex Ospedale Psichiatrico di Maggiano |                   | QUI LAVORAVA GUGLIELMO LIPPI FRANCESCONI NATO 1898 ARRESTATO 2.9.1944 />CERTOSA FARNETA ASSASSINATO 10.9.1944 PONTE DI FORNO                                                                                             | Guglielmo Lippi Francesconi (Lucca, 18 luglio 1898 – ???, 10 settembre 1944), medico psichiatra, illustratore per diletto, antifascista. Nel 1924 sposa Maria Teresa Ferrara dalla quale avrà tre figli. Suo il bozzetto del primo manifesto pubblicitario del carnevale di Viareggio. La passione per l'illustrazione lo accompagnerà anche durante l'attività professionale. Dal 1936 al 1944 dirige l'Ospedale psichiatrico di Maggiano con idee innovative che lasciano il segno, ma entrano in contrasto con le procedure del regime fascista, di cui pure inizialmente è sostenitore, allontanandosene definitivamente con l'entrata in guerra. Entrato nella Resistenza, ricercato, ripara presso la Certosa di Farneta, rifugio per profughi civili ed ebrei, antifascisti, partigiani. Il rastrellamento dei primi di settembre del '44 ad opera degli uomini della famigerata sedicesima divisione delle Waffen SS è il prologo alla Strage di Farneta del 7 settembre a cui seguirà l'eccidio delle Fosse del Frigido di cui sarà vittima Guglielmo. Riposa nel cimitero di Vecoli. Tardivo il riconoscimento della scienza al contributo innovatore apportato da Guglielmo Lippi Francesconi alla metodologia psichiatrica. Una via gli è intitolata nella città natia. |
| 27 gennaio 2022   | Via Guidiccioni                                                     |                   | QUI ABITAVA ILARIO SIMONI NATO 1922 ARRESTATO 20.8.1944. FAGNANO BASSO DEPORTATO BUNZLAU LIBERATO REGENSBURG | Ilario Simoni (Lucca, 27 settembre 1922 - Lucca, 22 luglio 2020), fratello di Elia. Aviere come il fratello, e come il fratello deportato nel Reich in seguito all'arresto. Internato per nove mesi nel campo di Bunzlau, sopravvive e fa ritorno a casa. Muore il 22 luglio 2020. |

### Viareggio
| Pietra d'inciampo | Pietra d'inciampo                                                                        | Pietra d'inciampo | Pietra d'inciampo                                                                                  | Note biografiche |
| Data di posa      | Luogo di posa                                                                            | Stolpersteine     | Incisione                                                                                          | Note biografiche |
| ----------------- | ---------------------------------------------------------------------------------------- | ----------------- | -------------------------------------------------------------------------------------------------- | --- |
| 26 gennaio 2024   | Piazza Lorenzo Viani 43°51′52.33″N 10°14′59.43″E                                         |                   | A VIAREGGIO ABITAVA JEANNETTE LEVI NATA 1925 DEPORTATA AUSCHWITZ ASSASSINATA 1944                  | Jeannette Levi (Rodi, 13 novembre 1925 – Auschwitz, 30 novembre 1944), figlia di Bension e Reina Ferrera. Arrestata a Viareggio, detenuta nel carcere di San Vittore a Milano prima, quindi deportata il 30 gennaio 1944 a Auschwitz, dove giunge il 6 febbraio. Matricola 75184, muore il 30 novembre 1944. |
| 26 gennaio 2024   | Viale Regina Margherita, 30 davanti al Gran Caffè Margherita 43°52′03.16″N 10°14′34.32″E |                   | A VIAREGGIO ABITAVA UMBERTO BONI CRAVACHE NATO 1872 DEPORTATO MAUTHAUSEN ASSASSINATO 1944 HARTHEIM | Umberto Boni (Roma, 28 dicembre 1871 - Hartheim, 2 novembre 1944), giornalista detto “Cravache”, pseudonimo per "frustino" con cui firma i suoi articoli critici contro il regime. Personalità eclettica, "viveur" scapigliato, letterato, poeta, autore teatrale, scrive i testi di diverse canzoni per il celeberrimo carnevale di Viareggio. La sua avversione al regime fascista ha come conseguenza la deportazione, nel '44, nella germania nazista internato a Mauthausen. Muore al castello di Hartheim il 2 novembre 1944. |

## Provincia di Pisa

### Pisa
La città di Pisa accoglie ufficialmente 4 pietre d'inciampo, la prima essendo stata collocata il 13 gennaio 2017.

| Pietra d'inciampo | Pietra d'inciampo                                        | Pietra d'inciampo | Pietra d'inciampo                                                                                        | Note biografiche |
| Data di posa      | Luogo di posa                                            | Stolpersteine | Incisione                                                                                                | Note biografiche |
| ----------------- | -------------------------------------------------------- | --- | --- | --- |
| 13 gennaio 2017   | Piazza S. Paolo all’Orto, 19 43°43′03.01″N 10°24′15.79″E | | QUI ABITAVA VALENTINA DELLA SETA NATA 1878 ARRESTATA 21.4.1944 DEPORTATA AUSCHWITZ ASSASSINATA 23.5.1944 | Valentina Della Seta - (Roma, 4 ottobre 1878 - Auschwitz, 23 maggio 1944) Elda Di Nola - (Pisa, 5 maggio 1901 - ????, ????) Mario Roccas - (Marciano, 15 marzo 1900 - Auschwitz, 26 novembre 1944) Renzo Roccas - (Casale Monferrato, 10 giugno 1927 - Auschwitz, 31 ottobre 1944). La famiglia Roccas è composta da Mario Roccas e dalla moglie Elda Di Nola, dalla suocera Valentina Della Seta e dal figlio Renzo. Dalla casa di abitazione di Pisa, nell'estate 1943 si trasferiscono nella villa estiva di Chianni e qui vengono tutti arrestati il 21 aprile 1944. Carcerati a Firenze sono in breve trasferiti a Fossoli e da qui ad Auschwitz. |
| 13 gennaio 2017   | Piazza S. Paolo all’Orto, 19 43°43′03.01″N 10°24′15.79″E | QUI ABITAVA ELDA DI NOLA NATA 1901 ARRESTATA 21.4.1944 DEPORTATA ASSASSINATA rowspan=""\|                                | | Valentina Della Seta - (Roma, 4 ottobre 1878 - Auschwitz, 23 maggio 1944) Elda Di Nola - (Pisa, 5 maggio 1901 - ????, ????) Mario Roccas - (Marciano, 15 marzo 1900 - Auschwitz, 26 novembre 1944) Renzo Roccas - (Casale Monferrato, 10 giugno 1927 - Auschwitz, 31 ottobre 1944). La famiglia Roccas è composta da Mario Roccas e dalla moglie Elda Di Nola, dalla suocera Valentina Della Seta e dal figlio Renzo. Dalla casa di abitazione di Pisa, nell'estate 1943 si trasferiscono nella villa estiva di Chianni e qui vengono tutti arrestati il 21 aprile 1944. Carcerati a Firenze sono in breve trasferiti a Fossoli e da qui ad Auschwitz. |
| 13 gennaio 2017   | Piazza S. Paolo all’Orto, 19 43°43′03.01″N 10°24′15.79″E | QUI ABITAVA MARIO ROCCAS NATO 1900 ARRESTATO 21.4.1944 DEPORTATO AUSCHWITZ ASSASSINATO 26.11.1944 ESSLINGEN rowspan=""\| | | Valentina Della Seta - (Roma, 4 ottobre 1878 - Auschwitz, 23 maggio 1944) Elda Di Nola - (Pisa, 5 maggio 1901 - ????, ????) Mario Roccas - (Marciano, 15 marzo 1900 - Auschwitz, 26 novembre 1944) Renzo Roccas - (Casale Monferrato, 10 giugno 1927 - Auschwitz, 31 ottobre 1944). La famiglia Roccas è composta da Mario Roccas e dalla moglie Elda Di Nola, dalla suocera Valentina Della Seta e dal figlio Renzo. Dalla casa di abitazione di Pisa, nell'estate 1943 si trasferiscono nella villa estiva di Chianni e qui vengono tutti arrestati il 21 aprile 1944. Carcerati a Firenze sono in breve trasferiti a Fossoli e da qui ad Auschwitz. |
| 13 gennaio 2017   | Piazza S. Paolo all’Orto, 19 43°43′03.01″N 10°24′15.79″E | QUI ABITAVA RENZO ROCCAS NATO 1927 ARRESTATO 21.4.1944 DEPORTATO AUSCHWITZ ASSASSINATO 31.10.1944 rowspan=""\|           | | Valentina Della Seta - (Roma, 4 ottobre 1878 - Auschwitz, 23 maggio 1944) Elda Di Nola - (Pisa, 5 maggio 1901 - ????, ????) Mario Roccas - (Marciano, 15 marzo 1900 - Auschwitz, 26 novembre 1944) Renzo Roccas - (Casale Monferrato, 10 giugno 1927 - Auschwitz, 31 ottobre 1944). La famiglia Roccas è composta da Mario Roccas e dalla moglie Elda Di Nola, dalla suocera Valentina Della Seta e dal figlio Renzo. Dalla casa di abitazione di Pisa, nell'estate 1943 si trasferiscono nella villa estiva di Chianni e qui vengono tutti arrestati il 21 aprile 1944. Carcerati a Firenze sono in breve trasferiti a Fossoli e da qui ad Auschwitz. |

## Provincia di Pistoia

### Larciano
A Larciano sono posate due pietre d'inciampo.
| Pietra d'inciampo | Pietra d'inciampo                                                       | Pietra d'inciampo | Pietra d'inciampo                                                                             | Note biografiche |
| Data di posa      | Luogo di posa                                                           | Stolpersteine     | Incisione                                                                                     | Note biografiche |
| ----------------- | ----------------------------------------------------------------------- | ----------------- | --------------------------------------------------------------------------------------------- | --- |
| 27 gennaio 2025   | Piazza Vittorio Veneto, 1 ingresso Municipio 43°49′27.66″N 10°52′40.7″E |                   | A LARCIANO ABITAVA LEONE MOLHO NATO 1890 ARRESTATO 31.11.1942 DEPORTATO 25.9.1943 ASSASSINATO | Leone Molho (Salonicco, 15 giugno 1890 – ???, ???), figlio di Davide e Bona Carasso, coniugato con Rachele Saltiel. Arrestato a Larciano, deportato nel Reich nel settembre 1943. Non è sopravvissuto alla Shoah. |
| 27 gennaio 2025   | Piazza Vittorio Veneto, 1 ingresso Municipio 43°49′27.66″N 10°52′40.7″E |                   | A LARCIANO ABITAVA SALOMONE MORDO NATO 1882 ARRESTATO DEPORTATO 25.9.1943 ASSASSINATO         | Salomone Mordo (Corfù, 8 febbraio 1882 – ???, 10 giugno 1944), figlio di Moise e Irene Pace Cantoni, coniugato con Anna Costantino. Arrestato a Larciano, deportato nel Reich. Non è sopravvissuto alla Shoah.    |

### Montecatini Terme
A Montecatini Terme si trovano 5 pietre d'inciampo, tutte posate il 27 gennaio 2022.
| Pietra d'inciampo | Pietra d'inciampo                               | Pietra d'inciampo | Pietra d'inciampo                                                                                          | Note biografiche |
| Data di posa      | Luogo di posa                                   | Stolpersteine     | Incisione                                                                                                  | Note biografiche |
| ----------------- | ----------------------------------------------- | ----------------- | --- | --- |
| 27 gennaio 2022   | Via Pietro Grocco, 22 43°53′08.3″N 10°46′35.1″E |                   | QUI ABITAVA MARIO D'ANGELI NATO 1908 ARRESTATO 5.11.1943 DEPORTATO AUSCHWITZ ASSASSINATO 14.11.1943        | Mario D'Angeli (Mantova, 13 gennaio 1908 - Auschwitz, 14 novembre 1943), direttore d'azienda, figlio di Carlo e Clara Rosa Modigliani, coniugato con Renata Fiorentini, genitore di Carlo e Massimo, famiglia ebrea da qualche anno sfollata a Montecatini Terme. È arrestato con la famiglia e la madre nel corso del rastrellamento della notte tra il 5 e 6 novembre 1945 ad opera delle SS fiancheggiate dai militi fascisti locali e dai carabinieri. Detenuti a Firenze prima della deportazione nel Reich con destinazione Auschwitz. Nessuno della famiglia D'Angeli sopravvive alla Shoah. Assassinati al loro arrivo al campo, 14 novembre 1943. |
| 27 gennaio 2022   | Via Pietro Grocco, 22 43°53′08.3″N 10°46′35.1″E |                   | QUI ABITAVA RENATA FIORENTINI NATA 1916 ARRESTATA 5.11.1943 DEPORTATA AUSCHWITZ ASSASSINATA 14.11.1943     | Renata Fiorentini (Roma, 27 novembre 1916 - Auschwitz, 14 novembre 1943), figlia di Attilio e Olga Sonnino, moglie di Mario D'Angeli, madre di Carlo e Massimo. Condivide il tragico destino della famiglia: arrestati tutti nel corso del rastrellamento della notte tra il 5 e 6 novembre 1945 ad opera delle SS fiancheggiate dai militi fascisti locali e dai carabinieri. Detenuti a Firenze prima della deportazione nel Reich con destinazione Auschwitz. Nessuno della famiglia D'Angeli sopravvive alla Shoah. Assassinati al loro arrivo al campo, 14 novembre 1943.                                                                             |
| 27 gennaio 2022   | Via Pietro Grocco, 22 43°53′08.3″N 10°46′35.1″E |                   | QUI ABITAVA CARLO D'ANGELI NATO 1938 ARRESTATO 5.11.1943 DEPORTATO AUSCHWITZ ASSASSINATO 14.11.1943        | Carlo D'Angeli (Milano, 2 dicembre 1938 - Auschwitz, 14 novembre 1943), figlio di Mario e Renata Fiorentini. Condivide il tragico destino della famiglia: arrestati tutti nel corso del rastrellamento della notte tra il 5 e 6 novembre 1945 ad opera delle SS fiancheggiate dai militi fascisti locali e dai carabinieri. Detenuti a Firenze prima della deportazione nel Reich con destinazione Auschwitz. Nessuno della famiglia D'Angeli sopravvive alla Shoah. Assassinati al loro arrivo al campo, 14 novembre 1943. |
| 27 gennaio 2022   | Via Pietro Grocco, 22 43°53′08.3″N 10°46′35.1″E |                   | QUI ABITAVA MASSIMO D'ANGELI NATO 1942 ARRESTATO 5.11.1943 DEPORTATO AUSCHWITZ ASSASSINATO 14.11.1943      | Massimo D'Angeli (Montecatini Terme, 7 novembre 1942 - Auschwitz, 14 novembre 1943), figlio di Mario e Renata Fiorentini. Condivide il tragico destino della famiglia: arrestati tutti nel corso del rastrellamento della notte tra il 5 e 6 novembre 1945 ad opera delle SS fiancheggiate dai militi fascisti locali e dai carabinieri. Detenuti a Firenze prima della deportazione nel Reich con destinazione Auschwitz. Nessuno della famiglia D'Angeli sopravvive alla Shoah. Assassinati al loro arrivo al campo, 14 novembre 1943. |
| 27 gennaio 2022   | Via Pietro Grocco, 22 43°53′08.3″N 10°46′35.1″E |                   | QUI ABITAVA CLARA ROSA MODIGLIANI NATA 1877 ARRESTATA 5.11.1943 DEPORTATA AUSCHWITZ ASSASSINATA 14.11.1943 | Clara Rosa Modigliani (Ferrara, 13 luglio 1877 - Auschwitz, 14 novembre 1943), figlia di Clemente e Emilia Magrini, coniugata con Carlo D'Angeli, madre di Mario D'Angeli. Arrestata col figlio e la di lui famiglia, ne condivide il tragico destino: arrestati tutti nel corso del rastrellamento della notte tra il 5 e 6 novembre 1945 ad opera delle SS fiancheggiate dai militi fascisti locali e dai carabinieri. Detenuti a Firenze prima della deportazione nel Reich con destinazione Auschwitz. Nessuno della famiglia D'Angeli sopravvive alla Shoah. Assassinati al loro arrivo al campo, 14 novembre 1943.                                   |

### Lamporecchio
A Lamporecchio si trovano 4 pietre d'inciampo, tutte posate il 27 gennaio 2022.
| Pietra d'inciampo | Pietra d'inciampo                                                                              | Pietra d'inciampo | Pietra d'inciampo                                                                                         | Note biografiche |
| Data di posa      | Luogo di posa                                                                                  | Stolpersteine     | Incisione                                                                                                 | Note biografiche |
| ----------------- | ---------------------------------------------------------------------------------------------- | ----------------- | --- | --- |
| 27 gennaio 2022   | Via della Costituzione, 11 davanti Teatro Comunale a lato Biblioteca 43°49′00.3″N 10°53′45.5″E |                   | A LAMPORECCHIO VIVEVA ILDEBRANDO TREVI NATO 1876 ARRESTATO 27.1.1944 DEPORTATO AUSCHWITZ ASSASSINATO 1944 | Ildebrando Trevi (Ancona, 18 giugno 1876 - Auschwitz, 26 febbraio 1944), figlio di Vitale e Adelaide Naccamu, coniugato con Argia Forlì, fratello di Enrichetta Trevi. Arrestato a San Baronto il 27 gennaio 1944, è sul convoglio che il 22 febbraio parte da Fossoli verso la deportazione ad Auschwitz, dove è assassinato all'arrivo al campo, 26 febbraio 1944. Anche la sorella è tra le vittime della Shoah. |
| 27 gennaio 2022   | Via della Costituzione, 11 davanti Teatro Comunale a lato Biblioteca 43°49′00.3″N 10°53′45.5″E |                   | A LAMPORECCHIO VIVEVA ENRICO MENASCI NATO 1860 ARRESTATO 26.1.1944 DEPORTATO AUSCHWITZ ASSASSINATO 1944   | Enrico Menasci (Livorno, 8 giugno 1860 - Auschwitz, 26 febbraio 1944), ebreo figlio di Raffaele e Ernesta Pacifico, coniugato con Irma Rignani, genitore di Raffaello Menasci e Ernesta Menasci. Già combattente nella Grande Guerra, docente di Pediatria all'Università di Pisa, è arrestato a Lamporecchio il 26 gennaio 1944. Dal carcere di Firenze è trasferito a Fossoli, da dove il 22 febbraio è deportato nel Reich con destinazione Auschwitz. Assassinato al suo arrivo al campo il 26 febbraio 1944. Medesima, tragica sorte anche per i due figli, tra le vittime del rastrellamento del ghetto di Roma del 16 ottobre 1943. Non sopravviveranno alla Shoah.. Al figlio Raffaello e al nipote Enrico (1931), sono state posate una pietra d'inciampo ciascuno a Livorno nel 2013. |
| 27 gennaio 2022   | Via della Costituzione, 11 davanti Teatro Comunale a lato Biblioteca 43°49′00.3″N 10°53′45.5″E |                   | A LAMPORECCHIO VIVEVA ALDO MOSCATI NATO 1914 ARRESTATO 26.1.1944 DEPORTATO AUSCHWITZ LIBERATO             | Aldo Moscati (Livorno, 17 giugno 1914 - ???, ???), figlio di Pacifico e Matilde Cammeo, fratello di Giorgio Moscati col quale è arrestato il 26 gennaio 1944 a Lamporecchio. Entrambi trasferiti dal carcere di Pistoia a Fossoli, da dove il 22 febbraio sono deportati nel Reich con destinazione Auschwitz, giungendovi il 26 febbraio. A differenza del fratello è liberato e rientra in Patria il 28 agosto 1945. |
| 27 gennaio 2022   | Via della Costituzione, 11 davanti Teatro Comunale a lato Biblioteca 43°49′00.3″N 10°53′45.5″E |                   | A LAMPORECCHIO VIVEVA GIORGIO MOSCATI NATO 1917 ARRESTATO 26.1.1944 DEPORTATO AUSCHWITZ ASSASSINATO 1944  | Giorgio Moscati (Livorno, 18 aprile 1917 - Auschwitz, 1944), figlio di Pacifico e Matilde Cammeo, fratello di Aldo Moscati col quale è arrestato il 26 gennaio 1944 a Lamporecchio. Entrambi trasferiti dal carcere di Pistoia a Fossoli, da dove il 22 febbraio sono deportati nel Reich con destinazione Auschwitz, giungendovi il 26 febbraio. Giorgio non sopravvive alla Shoah, il fratello Aldo è liberato e rientra in Patria il 28 agosto 1945. |

## Provincia di Prato

### Prato
La città di Prato accoglie ufficialmente 40 pietre d'inciampo; la prima fu collocata il 16 gennaio 2013.
Sul sito della Fondazione “Museo della Deportazione e Resistenza di Prato – Luoghi della Memoria Toscana” di Prato, all'indirizzo http://www.museodelladeportazione.it/le-pietre-dinciampo/ è possibile visualizzare la geolocalizzazione delle pietre d'inciampo di Prato e consultare le biografie delle persone cui le Pietre sono intitolate.
Da Prato furono inviati nei campi di sterminio nazisti deportati per un numero totale di 152 persone. Solo 24 riuscirono a tornare.
| Pietra d'inciampo | Pietra d'inciampo                                                            | Pietra d'inciampo                                                   | Pietra d'inciampo | Note biografiche |
| Data di posa      | Luogo di posa                                                                | Stolpersteine                                                       | Incisione | Note biografiche |
| ----------------- | ---------------------------------------------------------------------------- | ------------------------------------------------------------------- | --- | --- |
| 16 gennaio 2013   | Ex Lucchesi (piazza Macelli, 12) 43°52′39.35″N 11°05′27.6″E                  |                                                                     | QUI FU ARRESTATO 8.3.1944 ANICETO CIABATTI NATO 1889 DEPORTATO MAUTHAUSEN ASSASSINATO 4.10.1944 CASTELLO DI HARTHEIM     | Aniceto Ciabatti - (Mazzone di Prato, 3 maggio 1889 - Castello di Hartheim, 4 ottobre 1944). Era sposato ed era il padre di Maggiorano Ciabatti, nato nel 1927 (vedi sotto). Lavorava come tintore tessile a Prato e abitava a Mezzana, nella periferia est della città. L'8 marzo 1944, padre e figlio furono arrestati entrambi nella fabbrica tessile. Insieme con la maggior parte dei prigionieri catturati dopo lo sciopero, furono deportati dalla Stazione di Firenze Santa Maria Novella nel campo di concentramento di Mauthausen. Arrivarono l'11 marzo 1944 e vennero classificati con la categoria Schutzhäftling, prigioniero in "custodia cautelare". Ricevettero i numeri prigioniero 57 050 (per il padre) e 57 051 (per il figlio). Furono trasferiti al sottocampo Ebensee il 25 marzo 1944. Il destino dei Ciabatti era molto simile a quello di Giovanni e Francesco Mazzocchi, anche coloro un padre e un figlio di Prato, entrambi assassinati ad Ebensee. Altre coppie padre-figlio toscane erano Gene e Giuseppe Larini, entrambi calzolai della Limite sull'Arno, entrambi assassinati, così come Giuseppe e Nedo Nencioni, entrambi della Spezia. In quest'ultimo caso, il padre fu assassinato, ma il figlio poteva sopravvivere. Roberto Castellani, un superstite di Mauthausen e presidente dell'ANED Prato (Associazione nazionale ex-deportati politici nei campi nazisti), raccontò di padre e figlio Ciabatti hanno sofferto particolarmente. Il padre voleva sempre dare al figlio qualcosa dalle sue povere razioni di cibo e viceversa. Già dopo due mesi, il 5 giugno 1944, entrambi erano molto malati e deboli. Furono trasferiti a Mauthausen, nel campo per coloro che non potevano più lavorare. Aniceto Ciabatti fu assassinato nell'anno della sua deportazione, il 4 ottobre 1944 al centro di eutanasia del castello di Hartheim in una camera a gas. Sei giorni dopo, anche Maggiorano Ciabatti fu assassinato nello stesso luogo. |
| 16 gennaio 2013   | Ex Lucchesi (piazza Macelli, 12) 43°52′39.35″N 11°05′27.6″E                  |                                                                     | QUI FU ARRESTATO 8.3.1944 MAGGIORANO CIABATTI NATO 1927 DEPORTATO MAUTHAUSEN ASSASSINATO 10.10.1944 CASTELLO DI HARTHEIM | Maggiorano Ciabatti - (Mazzone di Prato, 1 maggio 1927 - Castello di Hartheim, 10 ottobre 1944). Era il figlio di Aniceto Ciabatti, un tintore tessile presso una succursale del lanificio Lucchesi (vedi sopra). La famiglia abitava a Mezzana, nella periferia est di Prato. Anche Maggiorano cominciava di lavorare in tintoria. L'8 marzo 1944, padre e figlio furono arrestati entrambi nella fabbrica tessile. Insieme con la maggior parte dei prigionieri catturati dopo lo sciopero, furono deportati dalla Stazione di Firenze Santa Maria Novella nel campo di concentramento di Mauthausen. Arrivarono l'11 marzo 1944 e vennero classificati con la categoria Schutzhäftling, prigioniero in "custodia cautelare". Ricevettero i numeri prigioniero 57 050 (per il padre) e 57 051 (per il figlio). Furono trasferiti al sottocampo Ebensee il 25 marzo 1944. Roberto Castellani, un superstite di Mauthausen e presidente dell'ANED Prato, raccontò di padre e figlio Ciabatti hanno sofferto particolarmente. Il padre voleva sempre dare al figlio qualcosa dalle sue povere razioni di cibo e viceversa. Già dopo due mesi, il 5 giugno 1944, entrambi erano molto malati e deboli. Furono trasferiti a Mauthausen, nel campo sanitario. Nell'ottobre del 1944, entrambi furono assassinati nella camera a gas del Castello di Hartheim, originariamente costruito per l'omicidio dei disabili. Maggiorano Ciabatti morì il 10 ottobre 1944. |
| 16 gennaio 2013   | Ex Lucchesi (piazza Macelli, 12) 43°52′39.35″N 11°05′27.6″E                  |                                                                     | QUI FU ARRESTATO 8.3.1944 SEVERINO FAGGI NATO 1894 DEPORTATO MAUTHAUSEN ASSASSINATO 24.5.1944 EBENSEE                    | Severino Faggi - (Cafaggio di Prato, 16 febbraio 1894 - Ebensee, 24 maggio 1944). ra tessitore presso il lanificio Lucchesi. Era sposato e aveva almeno una figlia, Isora. Partecipò allo sciopero generale del marzo 1944. Era stato informato che se non fosse rientrato nella ditta i fascisti sarebbero andati a prenderlo a casa. Per evitare un possibile arresto, martedì 7 marzo 1944 decise di tornare in fabbrica il giorno dopo. Inconsapevole del suo destino, l’8 marzo 1944 fu arrestato insieme a molti colleghi che avevano partecipato allo sciopero generale. Vennero caricati su un pullman e condotti al Castello dell'Imperatore di Prato. Gli operai arrestati furono successivamente portati alle Scuole Leopoldine di Firenze, per essere poi deportati dalla stazione di Santa Maria Novella al campo di concentramento di Mauthausen. Durante il trasporto Severino Faggi riuscì a gettare dal treno un biglietto per la sua famiglia. In poche righe informò la figlia Isora, che stava andando a lavorare in Germania. Arrivò a Mauthausen l'11 marzo 1944 e fu classificato nella categoria Schutzhäftling (prigioniero in custodia cautelare). Ricevette il numero di matricola 57 105 e dichiarò la professione di tessitore. Fu trasferito al sottocampo di Ebensee il 25 marzo 1944. Lì morì dopo soli due mesi il 24 maggio 1944. |
| 16 gennaio 2013   | Ex Lucchesi (piazza Macelli, 12) 43°52′39.35″N 11°05′27.6″E                  |                                                                     | QUI FU ARRESTATO 8.3.1944 UMBERTO FRILLI NATO 1900 DEPORTATO MAUTHAUSEN MORTO 12.5.1945 PER LE CONSEGUENZE               | Umberto Frilli - (Prato, 5 ottobre 1900 - Ebensee-Goisern, 12 maggio 1945) |
| 16 gennaio 2013   | Ex Lucchesi (piazza Macelli, 12) 43°52′39.35″N 11°05′27.6″E                  |                                                                     | QUI FU ARRESTATO 8.3.1944 OTELLO GABUZZINI NATO 1895 DEPORTATO MAUTHAUSEN ASSASSINATO 15.3.1945 EBENSEE                  | Otello Gabuzzini - (San Giorgio a Colonica, 24 febbraio 1895 - Ebensee, 15 marzo 1945) |
| 16 gennaio 2013   | Ex Lucchesi (piazza Macelli, 12) 43°52′39.35″N 11°05′27.6″E                  |                                                                     | QUI FU ARRESTATO 8.3.1944 UMBERTO MASCII NATO 1891 DEPORTATO MAUTHAUSEN ASSASSINATO 23.4.1944 EBENSEE                    | Umberto Mascii - (Prato, 9 ottobre 1891 - Ebensee, 23 aprile 1944) |
| 16 gennaio 2013   | Ex Lucchesi (piazza Macelli, 12) 43°52′39.35″N 11°05′27.6″E                  |                                                                     | QUI FU ARRESTATO 8.3.1944 NELLO PETRI NATO 1902 DEPORTATO MAUTHAUSEN ASSASSINATO 25.4.1944 EBENSEE                       | Nello Petri - (Prato, 8 gennaio 1902 - Ebensee, 25 aprile 1944) |
| 16 gennaio 2013   | Ex Lucchesi (piazza Macelli, 12) 43°52′39.35″N 11°05′27.6″E                  |                                                                     | QUI FU ARRESTATO 8.3.1944 GINO VANNUCCHI NATO 1891 DEPORTATO MAUTHAUSEN ASSASSINATO 10.6.1944 EBENSEE                    | Gino Vannucchi - (Prato, 20 aprile 1891 - Ebensee, 10 giugno 1944). Lavorava nella tintoria del lanificio Lucchesi che si trovava in piazza dei Macelli. La sede principale della ditta era invece in via Corradori. L'8 marzo 1944 gli fu ordinato di riscuotere il suo stipendio settimanale in via Corradori. Lì, insieme a molti colleghi, fu catturato dai militi della Guardia Nazionale Repubblicana. Furono portati prima al Castello dell'Imperatore e poi alle Scuole Leopoldine di Firenze. Seguiva la deportazione al campo di concentramento di Mauthausen dove arrivò l'11 marzo 1944. Venne classificato con la categoria Schutzhäftling, prigioniero in "custodia cautelare" e ricevette il numero di matricola 57 456. Il 25 marzo 1944 fu trasferito al sottocampo di Ebensee, dove fu destinato ai lavori forzati. Il 6 giugno venne portato al campo sanitario di Mauthausen, dove morì il 10 giugno 1944. |
| 16 gennaio 2013   | Ex Campolmi (Biblioteca Lazzerini) 43°52′35.14″N 11°05′55.27″E               |                                                                     | QUI FU ARRESTATO 8.3.1944 ADELINDO GIORGETT NATO 1884 DEPORTATO MAUTHAUSEN ASSASSINATO 11.3.1944                         | Adelindo Giorgetti - (Montemurlo, 21 dicembre 1884 - Mauthausen, 31 maggio 1944) |
| 16 gennaio 2013   | Ex Campolmi (Biblioteca Lazzerini) 43°52′35.14″N 11°05′55.27″E               |                                                                     | QUI FU ARRESTATO 8.3.1944 GONFIANTINO GONFIANTINI NATO 1892 DEPORTATO MAUTHAUSEN ASSASSINATO 15.5.1944 EBENSEE           | Gonfiantino Gonfiantini - (Prato, 23 gennaio 1892 - Ebensee, 15 maggio 1944) |
| 16 gennaio 2013   | Ex Campolmi (Biblioteca Lazzerini) 43°52′35.14″N 11°05′55.27″E               |                                                                     | QUI FU ARRESTATO 8.3.1944 FERNANDINO MICHELONI NATO 1883 DEPORTATO MAUTHAUSEN ASSASSINATO 17.4.1944 EBENSEE              | Ferdinando Micheloni - (Cantagallo, 20 aprile 1883 - Mauthausen, 17 aprile 1944). |
| 16 gennaio 2013   | Ex Campolmi (Biblioteca Lazzerini) 43°52′35.14″N 11°05′55.27″E               |                                                                     | QUI FU ARRESTATO 8.3.1944 PALMIRO RISALITI NATO 1891 DEPORTATO MAUTHAUSEN ASSASSINATO 12.3.1945                          | Palmiro Risaliti - (Prato, 20 marzo 1981 - Ebensee, 12 marzo 1945). Fu arrestato la mattina dell’8 marzo 1944 nella rifinizione Campolmi dai carabinieri che si erano introdotti nella fabbrica. Venne condotto alla Fortezza e successivamente inviato a Firenze, insieme a tutti gli altri rastrellati, prima alle Scuole Leopoldine e poi alla stazione di Santa Maria Novella. Fu deportato al campo di concentramento di Mauthausen da Firenze nella stessa notte. Arrivò a Mauthausen l’11 marzo 1944, ricevette il numero di matricola 57 372 e fu classificato con la categoria Schutzhäftling (in custodia cautelare). Nonostante fosse un esperto nella colorazione dei tessuti, fu sfruttato come manovale fino alla sua morte. Il 25 marzo 1944 venne trasferito al sottocampo di Ebensee. Lì morì il 12 marzo 1945, neanche due mesi prima della liberazione del campo. |
| 16 gennaio 2014   | Piazza San Marco 43°52′39.75″N 11°06′05.41″E                                 |                                                                     | QUI FU ARRESTATO 7.3.1944 EDO SETTIMO ABATI NATO 1926 DEPORTATO MAUTHAUSEN ASSASSINATO 2.5.1944 EBENSEE                  | Edo Settimo Abati - (Prato, 14 febbraio 1926 - Ebensee, 2 maggio 1944). Lavorava come apprendista. Il 7 marzo 1944 venne arrestato in piazza San Marco dalla Guardia Nazionale Repubblicana in seguito allo sciopero generale che aveva attraversato l'Italia occupata in quei giorni. Fu portata nella sede delle GNR al Castello dell'Imperatore, dove incontrò il fratello Renato Abati (vedi sotto), prelevato lo stesso giorno nella piazza del Collegio. La stessa sera fu trasferito, insieme al fratello e agli altri uomini fermati, alle Scuole Leopoldine di Firenze, il centro di raccolta per tutti gli arrestati nella provincia. L'8 marzo, insieme con la maggior parte dei prigionieri catturati dopo lo sciopero, fu deportato dalla Stazione di Firenze Santa Maria Novella nel campo di concentramento di Mauthausen. Arrivò l'11 marzo 1944 e venne classificato con la categoria Schutzhäftling, prigioniero in "custodia cautelare". Ricevette il numero di matricola 56 887 e, il 25 marzo, venne trasferito nel sottocampo di Ebensee, dove morì il 2 maggio 1944. Aveva solo 18 anni. |
| 16 gennaio 2014   | Piazza San Marco 43°52′39.75″N 11°06′05.41″E                                 |                                                                     | QUI FU ARRESTATO 8.3.1944 GIULIO GLIORI NATO 1920 DEPORTATO MAUTHAUSEN ASSASSINATO 16.4.1945 EBENSEE                     | Giulio Gliori - (Villa Basilica, 9 febbraio 1920 - Ebensee, 16 aprile 1945) |
| 16 gennaio 2014   | Piazza San Francesco 43°52′45.78″N 11°05′46.14″E                             |                                                                     | QUI FU ARRESTATO 7.3.1944 RENATO ABATI NATO 1914 DEPORTATO MAUTHAUSEN ASSASSINATO 15.9.1944 CASTELLO HARTHEIM            | Renato Abati - (Prato, 6 febbraio 1882 - Castello di Hartheim, 15 settembre 1944). Era un tessitore impiegato presso il lanificio Lucchesi in via Corradori. Inoltre lavorava come pasticcere. Nel marzo 1944 partecipò allo sciopero generale. Era un socialista con forti convinzioni. Venne arrestato il 7 marzo 1944 dalla Guardia Nazionale Repubblicana (GNR). L'arresto accade nell'ambito di una retata con l'intenzione di sopprimere le proteste. Fu detenuto prima alla sede della GNR al Castello dell'Imperatore e più tardi nelle Scuole Leopoldine di Firenze. L'8 marzo, insieme con la maggior parte dei prigionieri catturati dopo lo sciopero, fu deportato dalla Stazione di Firenze Santa Maria Novella nel campo di concentramento di Mauthausen. Arrivò l'11 marzo 1944 e venne classificato con la categoria Schutzhäftling, prigioniero in "custodia cautelare". Dichiarò di essere tessitore e ricevò il numero di matricola 56.886. Il 25 marzo venne trasferito nel sottocampo di Ebensee. Lì, il 2 maggio 1944 morì il fratello Edo Settimo Abati, diciottenne, socialista anche lui (vedi sopra). I due fratelli si sono incontrati al Castello dell'Imperatore, al giorno del loro arresto, e hanno fatto lo stesso percorso. Non si sa se Renato Abati poté star accanto al fratello morente, perché lui stesso era in pessime condizioni e fu riportato al campo medico di Mauthausen. Nel KZ, perdendo la capacità di lavorare aveva lo stesso status di una condanna a morte. Fu trasferito al centro di eutanasia del castello di Hartheim e fu assassinato il 15 settembre 1944. |
| 16 gennaio 2014   | Piazza San Francesco 43°52′45.78″N 11°05′46.14″E                             |                                                                     | QUI FU ARRESTATO 7.3.1944 DIEGO BIAGINI NATO 1894 DEPORTATO MAUTHAUSEN ASSASSINATO 8.4.1944                              | Diego Biagini - (Prato, 19 aprile 1894 - Mauthausen, 8 aprile 1944). Sposava una moglie di nome Natalia. La coppia aveva quattro figli. Era caporeparto nella tessitura di Ettore Lucchesi. All'inizio dell'anno 1944 fuggiva con la sua famiglia a Calenzano perché i continui bombardamenti colpivano Prato quasi ogni giorno. Essendo un convinto antifascista partecipava allo sciopero generale dei primi di marzo del 1944. Fu catturato in piazza San Francesco la sera del 7 marzo 1944. Diego Biagini fu portato prima al Castello dell'Imperatore, poi alle Scuole Leopoldine di Firenze. I suoi familiari lo cercarono in tutta la città non avendo notizia della sua sorte. Nella stessa notte un violento bombardamento distrusse la casa della famiglia. L'8 marzo 1944 fu deportato nel campo di concentramento di Mauthausen, dove arrivò dopo tre giorni di passaggio in carro bestiame. Il suo numero di matricola era 56 962, fu classificato Schutzhäftling (deportato per motivi di sicurezza) e si dichiarò meccanico tessile. Fu trasferito al campo medico di Mauthausen, dove morì l'8 aprile 1944. Era il primo del gruppo partito da Prato a morire nel campo del concentramento, il secondo dopo Gino Gelli, il quale fu ucciso durante il passaggio verso l'Austria. Dopo due mesi, al 13 giugno 1944, la moglie ricevette una lettera della Polizia di sicurezza di Firenze: "Sono assai spiacente dovervi comunicare, che il Vostro marito, Diego Biagini [...] è morto sul posto di lavoro l'8 aprile 1944 a causa di una incursione nemica. Questa lettera vale come certificato di morte presso le autorità italiane." La sua famiglia era l'unica a Prato a ricevere una lettera ufficiale da parte delle naziste - però basata su una menzogna: l'8 aprile 1944 non c'erano incursioni nemiche a Mauthausen. La conclusione del Museo della deportazione: "se la data fu effettivamente quella indicata, l'uomo [...] fu deliberatamente ucciso." |
| 16 gennaio 2014   | Piazza San Francesco 43°52′45.78″N 11°05′46.14″E                             |                                                                     | QUI FU ARRESTATO 7.3.1944 NORIS BRESCI NATO 1902 DEPORTATO MAUTHAUSEN ASSASSINATO 19.1.1945 EBENSEE                      | Noris Bresci - (Prato, 15 giugno 1902 - Ebensee, 19 gennaio 1945). Nel 1944 era operaio tessile presso il lanificio Lucchesi. Dopo lo sciopero generale tornava in servizio la mattina dell’8 marzo 1944. Allo stesso giorno fu arrestato dalla Guardia Nazionale Repubblicana nello stabilimento insieme ad altri dipendenti. Alcuni industriali pratesi collaboravano attivamente con la milizia fascista, che aveva l'ordine di aumentare il numero di uomini da deportare per punire le proteste degli operai italiani. Volevano sfruttarne al contempo la manodopera. Noris Bresci fu portato a Firenze e nella stessa notte fu deportato nel campo di concentramento di Mauthausen, giungendo a destinazione l’11 marzo 1944. Lì fu classificato nella categoria Schutzhäftling (custodia cautelare) e ricevette il numero di matricola 56 987. Si dichiarò tessitore, ma fu sfruttato come manovale. Fu trasferito al sottocampo di Ebensee il 25 marzo 1944. Lì morì il 19 gennaio 1945 all’età di 42 anni. |
| 16 gennaio 2014   | Piazza San Francesco 43°52′45.78″N 11°05′46.14″E                             |                                                                     | QUI FU ARRESTATO 8.3.1944 GIOVANNI GUIDOTTI NATO 1921 DEPORTATO MAUTHAUSEN ASSASSINATO 29.3.1945 EBENSEE                 | Giovanni Guidotti - (Prato, 23 giugno 1921 - Ebensee, 29 marzo 1945) |
| 16 gennaio 2014   | Piazza San Francesco 43°52′45.78″N 11°05′46.14″E                             |                                                                     | QUI FU ARRESTATO 8.3.1944 EZIO MARANGHI NATO 1926 DEPORTATO MAUTHAUSEN ASSASSINATO 6.5.1945 EBENSEE                      | Ezio Maranghi - (Prato, 19 gennaio 1926 - Ebensee, 5 maggio 1945). |
| 16 gennaio 2014   | Piazza San Francesco 43°52′45.78″N 11°05′46.14″E                             |                                                                     | QUI FU ARRESTATO 7.3.1944 VALESCO VANNUCCHI NATO 1927 DEPORTATO MAUTHAUSEN ASSASSINATO 25.3.1945 GUSEN                   | Valesco Vannucchi - (Prato, 11 novembre 1927 - Gusen, 25 marzo 1945). Lavorava come cardatore nella filatura Gelli in via Roma. La sera del 7 marzo 1944 venne arrestato in piazza San Francesco dalla Guardia Nazionale Repubblicana anche se aveva solo 16 anni. Fu portato nella sede delle GNR al Castello dell'Imperatore. L'8 marzo fu trasferito alle Scuole Leopoldine di Firenze, il centro di raccolta per tutti gli arrestati nella provincia, e di là fu portato alla Stazione di Firenze Santa Maria Novella. Venne deportato con un treno merci al campo di concentramento di Mauthausen. Arrivò l'11 marzo 1944 e venne classificato con la categoria Schutzhäftling, prigioniero in "custodia cautelare". Ricevette il numero di matricola 57 458. Il 18 marzo 1944 venne trasferito nel sottocampo di Gusen, dove fu sfruttato come metalmeccanico fino allo sfinimento. Morì il 25 marzo 1945. Aveva solo 17 anni, era uno dei più giovani deportati a Mauthausen. |
| 16 gennaio 2014   | Porta al Mercatale 43°52′51″N 11°06′08.25″E                                  |                                                                     | QUI FU ARRESTATO 7.3.1944 GINO BARTOLETTI NATO 1901 DEPORTATO MAUTHAUSEN ASSASSINATO 3.6.1944 EBENSEE                    | Gino Bartoletti - (Prato, 3 novembre 1901 - Ebensee, 3 giugno 1944). Nel 1944 abitava nella frazione della Castellina con sua moglie e quattro figli. Lavorava come magazziniere presso la ditta Chiostri, in via Marco Roncioni. La sera del 7 marzo 1944 venne fermato ad un posto di blocco vicino Porta Mercatale dalla Guardia Nazionale Repubblicana (GNR). L'arresto fu notato da uno dei suoi figli, che chiese al padre di tornare a casa con lui. Il ragazzino fu allontanato da un milite fascista, che assicurò che il prigioniero non sarebbe mai più tornato alla propria abitazione. Gino Bartoletti fu internato prima alla Fortezza di Prato, la sede della GNR, e poi alle Scuole Leopoldine di Firenze. Fu deportato da Firenze al campo di concentramento di Mauthausen l’8 marzo 1944. Il treno giungeva la destinazione l’11 marzo 1944. Lì ricevette il numero di matricola 56 931, dichiarò di essere un tessitore e fu classificato nella categoria Schutzhäftling (prigioniero in "custodia cautelare"). Fu trasferito al sottocampo di Ebensee il 25 marzo 1944. Lì morì a causa del lavoro forzato, a causa della malnutrizione e delle condizioni igieniche al 3 giugno 1944, dopo soli tre mesi di prigionia. Aveva 42 anni. |
| 16 gennaio 2014   | Porta al Mercatale 43°52′51″N 11°06′08.25″E                                  |                                                                     | QUI FU ARRESTATO 7.3.1944 GUIDO MOSCARDI NATO 1907 DEPORTATO MAUTHAUSEN ASSASSINATO 1.5.1944 EBENSEE                     | Guido Moscardi - (Prato, 30 agosto 1907 - Ebensee, 1 maggio 1944) |
| 16 gennaio 2014   | Località il Pino, Via Galcianese, 43 43°52′40.07″N 11°04′49.51″E             |                                                                     | QUI FU ARRESTATO 8.3.1944 GINO BARTOLINI NATO 1912 DEPORTATO MAUTHAUSEN ASSASSINATO 5.6.1944 EBENSEE                     | Gino Bartolini - (Prato, 19 ottobre 1912 - Ebensee, 5 giugno 1944). Divenne operaio presso il carbonizzo Corsi, in via del Castagno. Era sposato. Non prendeva parte allo sciopero generale del marzo 1944 organizzato dalle forze antifasciste perché non era mai stato attratto dalla politica. La mattina dell’8 marzo 1944 andava a ritirare il libretto di lavoro, perché la ditta nella quale era impiegato stava per chiudere. Quel giorno era da poco uscito dall’ospedale. La sua condizione fisica era precaria. Nonostante la debolezza e il disinteresse politico fu arrestato dalla Guardia Nazionale Repubblicana, che lo trattennero nella località il Pino. Una vicina divenne testimone dell'arresto e corse a casa sua per informare sua moglie, la quale si recò immediatamente in Fortezza e poi alla stazione di Firenze. La moglie fece molti tentativi di far liberare il marito o perlomeno di parlarlo. Tutto invano: fu allontanata da un milite fascista minacciandola con sua mitra. Gino Bartoletti fu deportato nella stessa notte da Firenze al campo di concentramento di Mauthausen. Non rivedrà più sua moglie. Arrivò l’11 marzo 1944 e ricevette il numero di matricola 56 933. Fu classificato nella categoria Schutzhäftling (prigioniero in "custodia cautelare") e dichiarò la sua professione, operaio tessile. Il 25 marzo 1944 fu trasferito al sottocampo di Ebensee. Lì morì dopo soli tre mesi di prigionia il 5 giugno 1944, all’età di 31 anni. |
| 16 gennaio 2014   | Località il Pino, Via Galcianese, 43 43°52′40.07″N 11°04′49.51″E             |                                                                     | QUI FU ARRESTATO 8.3.1944 DUILIO BORETTI NATO 1916 DEPORTATO MAUTHAUSEN ASSASSINATO 13.2.1945 EBENSEE                    | Duilio Boretti - (Prato, 25 ottobre 1916 - Ebensee, 13 febbraio 1945). Nel 1943 era militare di leva. Dopo l’armistizio dell'8 settembre 1943 tornava a casa e tentava di rifarsi una vita. A causa della crisi economica non riuscì a riprendere il suo lavoro di cenciaiolo. Era disoccupato, quindi non poteva partecipare allo sciopero generale. Fu arrestato comunque la mattina del 7 marzo 1944 di ritorno da una visita ai suoi genitori nella frazione di San Giusto. Fu condotto alla Fortezza di Prato e poi alle Scuole Leopoldine di Firenze. Il giorno dopo fu rinchiuso assieme ai suoi compagni nei vagoni piombati alla stazione di Santa Maria Novella e deportato al campo di concentramento di Mauthausen. Il treno raggiunse la destinazione l’11 marzo 1944. Fu classificato con la categoria Schutzhäftling (custodia cautelare), ottenne il numero di matricola 56 982 e si dichiarò tessitore. Fu sfruttato come manovale e venne trasferito al sottocampo di Ebensee il 25 marzo 1944: vi fu assassinato il 13 febbraio 1945. Aveva 28 anni. Fu sepolto nel KZ-Friedhof Ebensee, il cimitero del Lager. |
| 16 gennaio 2014   | Località il Pino, Via Galcianese, 43 43°52′40.07″N 11°04′49.51″E             |                                                                     | QUI FU ARRESTATO 8.3.1944 ARTURO LASSI NATO 1900 DEPORTATO MAUTHAUSEN ASSASSINATO 9.5.1944 EBENSEE                       | Arturo Lassi - (Carmignano, 15 ottobre 1900 - Ebensee, 9 maggio 1944) |
| 16 gennaio 2014   | Località il Pino, Via Galcianese, 43 43°52′40.07″N 11°04′49.51″E             |                                                                     | QUI FU ARRESTATO 8.3.1944 RENZO PONZECCHI NATO 1919 DEPORTATO MAUTHAUSEN ASSASSINATO 30.9.1944 EBENSEE                   | Renzo Ponzecchi - (Prato, 2 ottobre 1919 - Ebensee, 30 settembre 1944) |
| 16 gennaio 2014   | Località il Pino, Via Galcianese, 43 43°52′40.07″N 11°04′49.51″E             |                                                                     | QUI FU ARRESTATO 8.3.1944 ROLANDO SENATORI NATO 1920 DEPORTATO MAUTHAUSEN ASSASSINATO 13.4.1945 EBENSEE                  | Rolando Senatori - (Prato, 17 agosto 1920 - Ebensee, 13 aprile 1945). Era un commerciante, lavorava in proprio e abitava in piazza Mercatale. Era sposato. Nel 1944 fu sfollato nella frazione di San Giusto. L’8 marzo 1944 voleva controllare se i bombardamenti avevano provocato danni alla sua abitazione. Nonostante non avesse partecipato allo sciopero generale, fu fermato dalla Guardia Nazionale Repubblicana in località il Pino ed arrestato. La moglie riuscì ad incontrarlo poco prima del suo trasferimento alla Fortezza. La donna disperata informò il socio in affari di Senatori, un influente squadrista. L’uomo però si dichiarò troppo occupato e si decise ad interessarsene solo quando non c'era ormai più niente da fare, quando Rolando Senatori era già nel boxcar verso il campo di concentramento di Mauthausen, deportato da Firenze nella stessa notte. Arrivò a Mauthausen l’11 marzo 1944, ricevette il numero di matricola 57 403 e fu classificato con la categoria Schutzhäftling (in custodia cautelare). Si dichiarò tessitore e fu sfruttato come manovale fino alla sua morte. Il 25 marzo 1944 venne trasferito al sottocampo di Ebensee. Lì morì il 13 aprile 1945 all’età di 24 anni, pochi giorni prima della liberazione. Secondo l'Istituto Storico Toscano della Resistenza e dell'Età contemporanea fu partigiano dal febbraio 1944, unito alla Brigata di Lanciotto Ballerini. |
| 16 gennaio 2014   | Piazza Duomo, ang. Via Magnolfi 43°52′57.13″N 11°05′51.96″E                  |                                                                     | QUI FU ARRESTATO 8.3.1944 LEONELLO BETTI NATO 1908 DEPORTATO MAUTHAUSEN ASSASSINATO 22.4.1945 EBENSEE                    | Leonello Betti - (Barberino di Mugello, 24 ottobre 1908, - Ebensee, 22 aprile 1945). Trovò impiego presso la ditta tessile Parenti a Prato. Prima della nascita della Repubblica Sociale Italiana era stato responsabile locale nei gruppi Balilla, però non aderì alla RSI. Forse per questo fu arrestato in piazza del Duomo dai suoi ex camerati il’8 marzo 1944 quando si stava recando alla sua ditta per sapere se dopo il bombardamento del giorno precedente l’attività era ripresa. La famiglia non riuscì a farlo rilasciare e fu tradotto alla Fortezza e poi alle Scuole Leopoldine di Firenze. Si pentì profondamente della sua precedente attitudine nel discorso con i suoi compagni di sventura. Nella stessa notte fu deportato da Firenze nel campo di concentramento di Mauthausen. Lì arrivò l’11 marzo 1944, fu classificato con la categoria Schutzhäftling e ricevette il numero di matricola 56 961, dichiarando di essere un tessitore. Fu sfruttato come manovale, trasferito al sottocampo di Gusen e successivamente a quello di Ebensee. Lì morì alle soglie della liberazione, il 22 aprile 1945. |
| 16 gennaio 2014   | Piazza Duomo, ang. Via Magnolfi 43°52′57.13″N 11°05′51.96″E                  |                                                                     | QUI FU ARRESTATO 7.3.1944 RUGGERO BRUSCHI NATO 1896 DEPORTATO MAUTHAUSEN ASSASSINATO 6.5.1944 EBENSEE                    | Ruggero Bruschi - (Cantagallo, 29 settembre 1896 - Ebensee, 6 maggio 1944). Era capo filatore presso la ditta Berretti, situata nel centro laniero in via Paolo dell’Abbaco. Abitava con sua famiglia in via Rubieri e non partecipò allo sciopero generale nei primi del marzo 1944. Tuttavia, fu arrestato la sera del 7 marzo vicino Porta al Serraglio da un gruppo di fascisti. La moglie e la figlia sentirono del suo arresto solo il giorno successivo. Marciarono a piedi fino a Firenze per chiedere il suo rilascio. Purtroppo, poterono soltanto vederlo salire su una camionetta che lo portava alla stazione, per essere deportato nel campo di concentramento di Mauthausen, dove arrivò l’11 marzo 1944. Fu classificato nella categoria Schutzhäftling, di professione tessitore, e ricevette il numero di matricola 56 992. Dopo due settimane, il 25 marzo 1944 fu trasferito al sottocampo di Ebensee. La moglie non riuscì a sapere più niente di lui. Ruggero Bruschi morì ad Ebensee il 6 maggio 1944. |
| 16 gennaio 2014   | Piazza Duomo, ang. Via Magnolfi 43°52′57.13″N 11°05′51.96″E                  |                                                                     | QUI FU ARRESTATO 8.3.1944 UMBERTO CAIANI NATO 1893 DEPORTATO MAUTHAUSEN ASSASSINATO 25.5.1944 EBENSEE                    | Umberto Caiani - (Poggio a Caiano, 7 settembre 1892 - Ebensee, 25 maggio 1945). Aveva una sorella invalida. Lavorava come follatore presso l’azienda di Orlando Franchi e abitava in via Ciliani. Molto probabilmente non partecipò allo sciopero generale perché non si occupava mai attivamente di politica. La mattina dell'8 marzo 1944 stava andando in bicicletta a riscuotere la pensione della sorella. Fu fermato dalla Guardia Nazionale Repubblicana alla Piazza del Comune ed arrestato. Fu portato al Castello dell'Imperatore di Prato, poi alle Scuole Lepoldine di Firenze. Mentre era agli arresti, un conoscente riuscì ad avvertire la famiglia. Immediatamente, i suoi cercarono l'aiuto di un fascista di loro conoscenza. Tentarono il tutto per tutto per farlo rilasciare. L'intervento fu rapido, ma inutile: riuscirono soltanto a recuperare la bicicletta. L'8 marzo 1944, Umberto Caiani fu deportato al campo di concentramento di Mauthausen, dove arrivò l'11 marzo 1944 e dove venne classificato con la categoria Schutzhäftling, prigioniero in "custodia cautelare", ricevette il numero di matricola 57 000 e dichiarò la sua professione, tessitore. Fu trasferito al sottocampo di Ebensee il 25 marzo 1944. Fu assassinato il 25 maggio 1944. Fu sepolto nel KZ-Friedhof Ebensee, il cimitero del Lager. |
| 16 gennaio 2014   | Piazza Duomo, ang. Via Magnolfi 43°52′57.13″N 11°05′51.96″E                  | Armando Gattai - (Prato, 27 aprile 1909 - Ebensee, 19 gennaio 1945) | | |
| 16 gennaio 2014   | Piazza Duomo, ang. Via Magnolfi 43°52′57.13″N 11°05′51.96″E                  |                                                                     | QUI FU ARRESTATO 8.3.1944 SPARTACO MENCAGLI NATO 1924 DEPORTATO MAUTHAUSEN ASSASSINATO 20.5.1944 EBENSEE                 | Spartaco Mencagli - (Prato, 12 dicembre 1924 - Ebensee, 20 maggio 1944) |
| 16 gennaio 2014   | Piazza Duomo, ang. Via Magnolfi 43°52′57.13″N 11°05′51.96″E                  |                                                                     | QUI FU ARRESTATO 7.3.1944 MARIO PINI NATO 1921 DEPORTATO MAUTHAUSEN ASSASSINATO 19.2.1945 EBENSEE                        | Mario Pini - (Prato, 28 settembre 1921 - Ebensee, 19 febbraio 1945) |
| 16 gennaio 2014   | Piazza S. Maria delle Carceri, ang. Via Pugliesi 43°52′47.12″N 11°05′54.91″E |                                                                     | QUI FU ARRESTATO 7.3.1944 GIUSEPPE CALAMAI NATO 1918 DEPORTATO MAUTHAUSEN ASSASSINATO 10.10.1944 CASTELLO HARTHEIM       | Giuseppe Calamai - (Prato, 2 aprile 1918 - Castello di Hartheim, 10 ottobre 1944). Suo padre era Emilio Calamai. Il cognome della madre era Vieri. Lavorava come capofabbrica in un'azienda tessile pratese. Probabilmente non partecipò allo sciopero generale del 4 marzo 1944, non essendo attratto dalla politica. Aveva otto fratelli e sorelle, tra di loro: Giulio Calamai, nato a Prato il 9 marzo 1920, aveva fatto la terza elementare e era diventato un calzolaio. Era militare ed era tornato a casa dopo l'armistizio di Cassibile dell'8 settembre 1943. Era disoccupato e si arrangiava con lavori saltuari. I due fratelli abitavano in via Santa Chiara, insieme alla famiglia. Il 7 marzo 1944, Giuseppe Calamai fu fermato in piazza delle Carceri da militi della Guardia Nazionale Repubblicana nell’ambito di una retata. Non si preoccupò perché era convinto che sarebbe stato rilasciato in breve tempo. L'arresto fu osservato dal fratello, che stava tornando a casa dal rifugio antiaereo nel convitto Cicognini. Lo stesso giorno un bombardamento aveva colpito il centro laniero di Prato. Giulio voleva seguire il fratello e all'improvviso fu arrestato anche lui. Entrambi furono detenuti prima al Castello dell'Imperatore di Prato, poi alle Scuole Lepoldine di Firenze. Il giorno successivo, l'8 marzo 1944, entrambi furono caricati su carri piombati alla stazione di Santa Maria Novella e deportati nel campo di concentramento di Mauthausen, dove arrivarono l'11 marzo 1944 e dove vennero classificati con la categoria Schutzhäftling (custodia cautelare), ricevendo i numeri di matricola 57 001 e 57 002. Il mestiere dichiarato da Giuseppe era tessitore, quello di Giulio calzolaio e disoccupato. I due fratelli furono trasferiti al sottocampo di Ebensee il 25 marzo 1944, dove poterono star insieme per circa tre mesi, aiutandosi a vicenda nelle avversità. Giuseppe Calamai si ammalò gravemente e fu trasferito al campo medico di Mauthausen. Il 10 ottobre 1944 fu assassinato al centro di eutanasia di Hartheim. Aveva 26 anni. Giulio riuscì a sopravvivere al regime nazista. Fu liberato il 6 maggio 1945 dalle truppe americane, che furono i primi alleati ad arrivare al campo di Ebensee. Ritornando a casa dovette scoprire che il padre era morto durante un bombardamento. |
| 16 gennaio 2014   | Piazza S. Maria delle Carceri, ang. Via Pugliesi 43°52′47.12″N 11°05′54.91″E |                                                                     | QUI FU ARRESTATO 7.3.1944 ANTONIO CECCHI NATO 1905 DEPORTATO MAUTHAUSEN ASSASSINATO 5.4.1945                             | Antonio Cecchi - (Prato, 17 giugno 1905 - Mauthausen, 5 aprile 1945). La sua famiglia abitava nella frazione di Tobbiana. Era un operaio tessile presso il lanificio Pecci, addetto alla classificazione degli stracci. Era molto interessato alle questioni politiche, si unì al movimento comunista e sosteneva attivamente il Soccorso rosso. I fascisti pratesi conoscevano bene la sua resistenza contro il regime e lo arrestarono per la prima nel 1941. Gli stessi uomini tornarono di sorpresa nella notte del 6 marzo 1944 a casa sua per arrestarlo di nuovo. L'8 marzo, insieme con la maggior parte dei prigionieri catturati dopo lo sciopero, fu deportato nel campo di concentramento di Mauthausen. Arrivò l'11 marzo 1944 e venne classificato con la categoria Schutzhäftling, prigioniero in "custodia cautelare"; ricevette il numero di matricola 57 039. Il 25 marzo 1944 venne trasferito nel sottocampo di Ebensee e il 17 febbraio 1945 al sottocampo di Gusen. Le sue condizioni fisiche peggiorarono rapidamente e il 13 marzo fu portato al campo medico di Mauthausen, dove morì il 5 aprile 1945. |
| 16 gennaio 2014   | Piazza S. Maria delle Carceri, ang. Via Pugliesi 43°52′47.12″N 11°05′54.91″E |                                                                     | QUI FU ARRESTATO 7.3.1944 MARIO FAGOTTI NATO 1908 DEPORTATO MAUTHAUSEN ASSASSINATO 3.11.1944 EBENSEE                     | Mario Fagotti - (Barberino di Mugello, 2 ottobre 1908 - Ebensee, 3 novembre 1944) |
| 16 gennaio 2014   | Piazza S. Maria delle Carceri, ang. Via Pugliesi 43°52′47.12″N 11°05′54.91″E |                                                                     | QUI FU ARRESTATO 7.3.1944 ATTILIO LOMBARDI NATO 1907 DEPORTATO MAUTHAUSEN ASSASSINATO 19.4.1945                          | Attilio Lombardi - (Pistoia, 28 ottobre 1907 - Mauthausen, 19 aprile 1945) |
| 16 gennaio 2014   | Piazza S. Maria delle Carceri, ang. Via Pugliesi 43°52′47.12″N 11°05′54.91″E |                                                                     | QUI FU ARRESTATO 8.3.1944 PORSENNA NANNICINI NATO 1904 DEPORTATO MAUTHAUSEN ASSASSINATO 18.6.1944 EBENSEE                | Porsenna Nannicini - (Prato, 13 febbraio 1904. - Ebensee, 16 giugno 1944) |
| 16 gennaio 2014   | Ex Lucchesi (piazza Macelli, 12) 43°52′39.35″N 11°05′27.6″E                  |                                                                     | QUI FU ARRESTATO 8.3.1944 CESARE GIACHETTI NATO 1903 DEPORTATO MAUTHAUSEN ASSASSINATO 8.5.1944 EBENSEE                   | Cesare Giachetti - (Prato, 19 luglio 1903 - Ebensee, 8 maggio 1944) |
| 16 gennaio 2014   | Via Ricasoli 43°52′48.29″N 11°05′47.95″E                                     |                                                                     | QUI FU ARRESTATO 16.12.1943 MARIO BELGRADO NATO 1891 DEPORTATO AUSCHWITZ ASSASSINATO                                     | Mario Belgrado - (Firenze, 10 marzo 1905 - Auschwitz, ????). Era figlio di Saul e di Cesarina Calò. Nel 1931 si era trasferito a Prato, dove lavorava come orologiaio in via Ricasoli. In seguito delle leggi razziali fasciste del 1938 e alle crescenti persecuzioni dopo l'occupazione militare tedesca dell'Italia si nascondeva presso il laboratorio orafo nel quale era impiegato. Continuò a lavorare nel suo nascondiglio però questa precauzione non era sufficiente. Nel novembre o dicembre 1943 venne arrestato ed inviato al campo di Bagno a Ripoli. Venne successivamente trasferito nel carcere di San Vittore a Milano. Venne deportato nel campo di sterminio di Auschwitz con il convoglio n. 6, partì il 30 gennaio 1944 da Milano. Arrivò ad Auschwitz il 6 febbraio 1944. Non è sopravvissuto alla Shoah. |

## Provincia di Siena

### Castellina in Chianti
A Castellina in Chianti il 14 gennaio 2025 sono state posate le pietre d'inciampo dei coniugi Lewin Rosenbaum.
| Pietra d'inciampo | Pietra d'inciampo                       | Pietra d'inciampo | Pietra d'inciampo | Note biografiche |
| Data di posa      | Luogo di posa                           | Stolpersteine     | Incisione | Note biografiche |
| ----------------- | --------------------------------------- | ----------------- | --- | --- |
| 14 gennaio 2025   | Via Ferruccio 43°28′08.2″N 11°17′15.7″E |                   | QUI ABITAVA HUGO HAIM LEWIN NATO 1891 INTERNATO 10.11.1941 CASTELLINA IN CHIANTI DEPORTATO 5.4.1944 AUSCHWITZ ASSASSINATO | Hugo Haim Lewin (Königsberg, 30 aprile 1891 - Auschwitz, ???), figlio di Abramo Levin è nato in Germania a Königsberg, coniugato con Erna Rosenbaum. Ebreo a Castellina in Chianti dal 1941 in regime di “internamento libero” insieme alla moglie fu deportato a Fossoli prima della deportazione nel Raich con destinazione Auschwitz, dove giunsero il 10 aprile 1944. Non sopravvisse alla Shoah. |
| 14 gennaio 2025   | Via Ferruccio 43°28′08.2″N 11°17′15.7″E |                   | QUI ABITAVA ERNA ROSENBAUM NATA 1893 INTERNATA 10.11.1941 CASTELLINA IN CHIANTI DEPORTATA 5.4.1944 AUSCHWITZ ASSASSINATA  | Erna Rosenbaum (Fürth, 1º ottobre 1893 - Auschwitz, ???), figlia di Mosè nacque in Germania a Fürth, coniugata con Hugo Haim Lewin. A Castellina in Chianti dal 1941 in regime di “internamento libero” insieme al coniuge fu deportata a Fossoli prima della deportazione nel Raich con destinazione Auschwitz, dove giunsero il 10 aprile 1944. Non sopravvisse alla Shoah.                         |

### Siena
La città di Siena accoglie 9 pietre d'inciampo, le prime due collocate l'8 gennaio 2015, le successive nel 2025. Il 6 novembre 1943 i 15 ebrei senesi arrestati nelle loro case il giorno prima, ad opera di militi della RSI e delle SS tedesche subirono la deportazione nel campo di sterminio di Auschwitz-Birkenau, dove vennero assassinati nelle camere a gas al loro arrivo al campo.
| Pietra d'inciampo | Pietra d'inciampo                                   | Pietra d'inciampo | Pietra d'inciampo                                                                                        | Note biografiche |
| Data di posa      | Luogo di posa                                       | Stolpersteine | Incisione                                                                                                | Note biografiche |
| ----------------- | --------------------------------------------------- | --- | --- | --- |
| 8 gennaio 2015    | Via Fiorentina, 87 43°20′24.29″N 11°18′20.47″E      | | QUI FU ARRESTATO IL 6.11.1943 GIACOMO AUGUSTO HASDÁ NATO 1869 DEPORTATO AUSCHWITZ ASSASSINATO 14.11.1943 | Giacomo Augusto Hasdà - (Livorno, 8 agosto 1869 - Auschwitz, 14 novembre 1943) Ermelinda Bella Segre - (Trino, 20 dicembre 1875 - Auschwitz, 14 novembre 1943) Giacomo Augusto Hasdà fu rabbino capo di Pisa dal 1907 ininterrottamente sino al 1943. Con la moglie, Ermelinda Segre è arrestato il 6 novembre 1943 a Siena, in località Stellino, dove si erano rifugiati; tre giorni dopo la coppia fu deportata da Bologna ad Auschwitz, dove furono uccisi all'arrivo. |
| 8 gennaio 2015    | Via Fiorentina, 87 43°20′24.29″N 11°18′20.47″E      | QUI FU ARRESTATA IL 6.11.1943 ERMELINDA BELLA SEGRE NATA 1875 DEPORTATA AUSCHWITZ ASSASSINATA 14.11.1943 rowspan=""\| | | Giacomo Augusto Hasdà - (Livorno, 8 agosto 1869 - Auschwitz, 14 novembre 1943) Ermelinda Bella Segre - (Trino, 20 dicembre 1875 - Auschwitz, 14 novembre 1943) Giacomo Augusto Hasdà fu rabbino capo di Pisa dal 1907 ininterrottamente sino al 1943. Con la moglie, Ermelinda Segre è arrestato il 6 novembre 1943 a Siena, in località Stellino, dove si erano rifugiati; tre giorni dopo la coppia fu deportata da Bologna ad Auschwitz, dove furono uccisi all'arrivo. |
| 14 gennaio 2025   | Via della Diana, 25 43°18′47.55″N 11°19′39.45″E     | | QUI ABITAVA UBALDO BELGRADO NATO 1891 ARRESTATO 6.11.1943 DEPORTATO AUSCHWITZ ASSASSINATO 15.1.1944      | Ubaldo Belgrado (Firenze, 8 maggio 1891 - Auschwitz, 15 gennaio 1944), figlio di Raoul e Emma Calò, coniugato con Annita Valech. All'arresto a Siena seguì la carcerazione a Firenze, prima della deportazione nel Raich con destinazione Auschwitz, dove giunse il 14 novembre 1943. Morì al campo il 15 gennaio 1944. |
| 14 gennaio 2025   | Pian dei Mantellini, 22 43°18′53.77″N 11°19′37.93″E | | QUI ABITAVA GINA SADUN NATA 1896 ARRESTATA 6.11.1943 DEPORTATA AUSCHWITZ ASSASSINATA                     | Gina Saudan (Siena, 20 dicembre 1896 - Auschwitz, ???), figlia di Salomone e Amelia Valech, coniugata con Aldo Nissim, madre di Graziella e Marcella Nissim. Arrestata con le due figlie, carcerata prima a Bologna, a cui seguì la deportazione nel Raich con destinazione Auschwitz, dove giunse il 14 novembre 1943. Non sopravvisse alla Shoah, così come le due figlie.                                                                                               |
| 14 gennaio 2025   | Pian dei Mantellini, 22 43°18′53.77″N 11°19′37.93″E | | QUI ABITAVA GRAZIELLA NISSIM NATA 1929 ARRESTATA 6.11.1943 DEPORTATA AUSCHWITZ ASSASSINATA               | Graziella Nissim (Siena, 27 aprile 1929 - Auschwitz, ???), figlia di Aldo e Gina Sadun, sorella di Marcella Nissim. Condivise il tragico destino della sorella e della madre. |
| 14 gennaio 2025   | Pian dei Mantellini, 22 43°18′53.77″N 11°19′37.93″E | | QUI ABITAVA MARCELLA NISSIM NATA 1923 ARRESTATA 6.11.1943 DEPORTATA AUSCHWITZ ASSASSINATA                | Marcella Nissim (Siena, 22 luglio 1923 - Auschwitz, ???), figlia di Aldo e Gina Sadun, sorella di Graziella Nissim. Condivise il tragico destino della sorella e della madre. |
| 14 gennaio 2025   | Via Stalloreggi, 89 43°18′55.03″N 11°19′40.42″E     | | | Ernesta Sadun Brandes (???, ???- Auschwitz, ???), |
| 14 gennaio 2025   | Viale Cavour, 142 43°19′53.67″N 11°18′59.26″E       | | QUI ABITAVA GINO SADUN NATO 1872 ARRESTATO 6.11.1943 DEPORTATO AUSCHWITZ ASSASSINATO 14.11.1943          | Gino Sadun (Siena, 22 febbraio 1872 - Auschwitz, 14 novembre 1943), figlio di Servadio e Vittoria Bemporad, coniugato con Adele Ajò. Arrestato a Siena insieme alla moglie, furono carcerati entrambi a Bologna prima della deportazione nel Raich con destinazione Auschwitz, dove giunsero il 14 novembre 1943. Fu assassinato al campo il giorno stesso dell'arrivo. |
| 14 gennaio 2025   | Viale Cavour, 142 43°19′53.67″N 11°18′59.26″E       | | QUI ABITAVA ADELE AJÒ NATA 1878 ARRESTATA 6.11.1943 DEPORTATA AUSCHWITZ ASSASSINATA 14.11.1943           | Adele Ajò Sadun (Siena, 3 settembre 1878 - Auschwitz, 14 novembre 1943), figlia di Alberto e Ersilia Forti, coniugata con Gino Sadun, ne condivise la tragica sorte. |

### Sinalunga
Il comune di Sinalunga accoglie ufficialmente 1 pietra d'inciampo, collocata il 17 gennaio 2019.

| Pietra d'inciampo | Pietra d'inciampo                            | Pietra d'inciampo | Pietra d'inciampo                                                        | Note biografiche |
| Data di posa      | Luogo di posa                                | Stolpersteine     | Incisione                                                                | Note biografiche |
| ----------------- | -------------------------------------------- | ----------------- | ------------------------------------------------------------------------ | --- |
| 17 gennaio 2019   | Via dei Nelli, 9 43°12′47.87″N 11°44′14.76″E |                   | QUI ABITAVA PESIA FAJGA LEWINTER NATA 1900 ARRESTATA 1943 DESTINO IGNOTO | Pesia Fajga Lewinter - (Brzezina, Polonia, 4 giugno 1900 - ????, ????). Pesia Fajga Lewinter, polacca, ed il marito David Zimet erano ebrei stranieri, internati a Sinalunga. Il 1943 per la famiglia fu un anno tragico: la figlia Lucia, nata prematura a febbraio, morì pochi giorni dopo la nascita; il marito, David, morì il 2 novembre di tbc polmonare; Pesia Fajga, nota a Sinalunga come la signora Francesca, a fine anno fu arrestata e di lei non si ebbe più alcuna notizia. |